# États-Unis dans la Première Guerre mondiale
Les États-Unis sont impliqués dans la Première Guerre mondiale avant leur entrée en guerre. Lors du vote de la déclaration de guerre officielle, le 6 avril 1917, par le Congrès des États-Unis aux côtés — mais non au sein — de la Triple-Entente (France, Royaume-Uni, et Russie), ceux-ci sont déjà engagés aux côtés des démocraties et de nombreux citoyens américains combattent comme volontaires dans les forces alliées.
Alors que le traité de Brest-Litovsk sur le front de l'Est permit aux empires centraux de concentrer leurs forces sur un seul front et de disposer d'une supériorité numérique temporaire grâce à laquelle ils purent lancer des offensives importantes en France au printemps 1918, l'arrivée de l'American Expeditionary Force sur le terrain fut l'une des clés de la victoire de la Triple-Entente. Lors de l'armistice, le 11 novembre 1918, environ 2 millions de soldats américains étaient en France répartis dans 42 divisions, dont 1 million déjà engagé dans les combats. Deux autres millions étaient aux États-Unis dans les camps d'entraînement. Les plans prévus par Foch, Pétain, et Pershing pour 1919 prévoyaient l'engagement de 4,5 millions de soldats américains dans les offensives de la victoire qui les mèneraient au cœur de l'Allemagne.

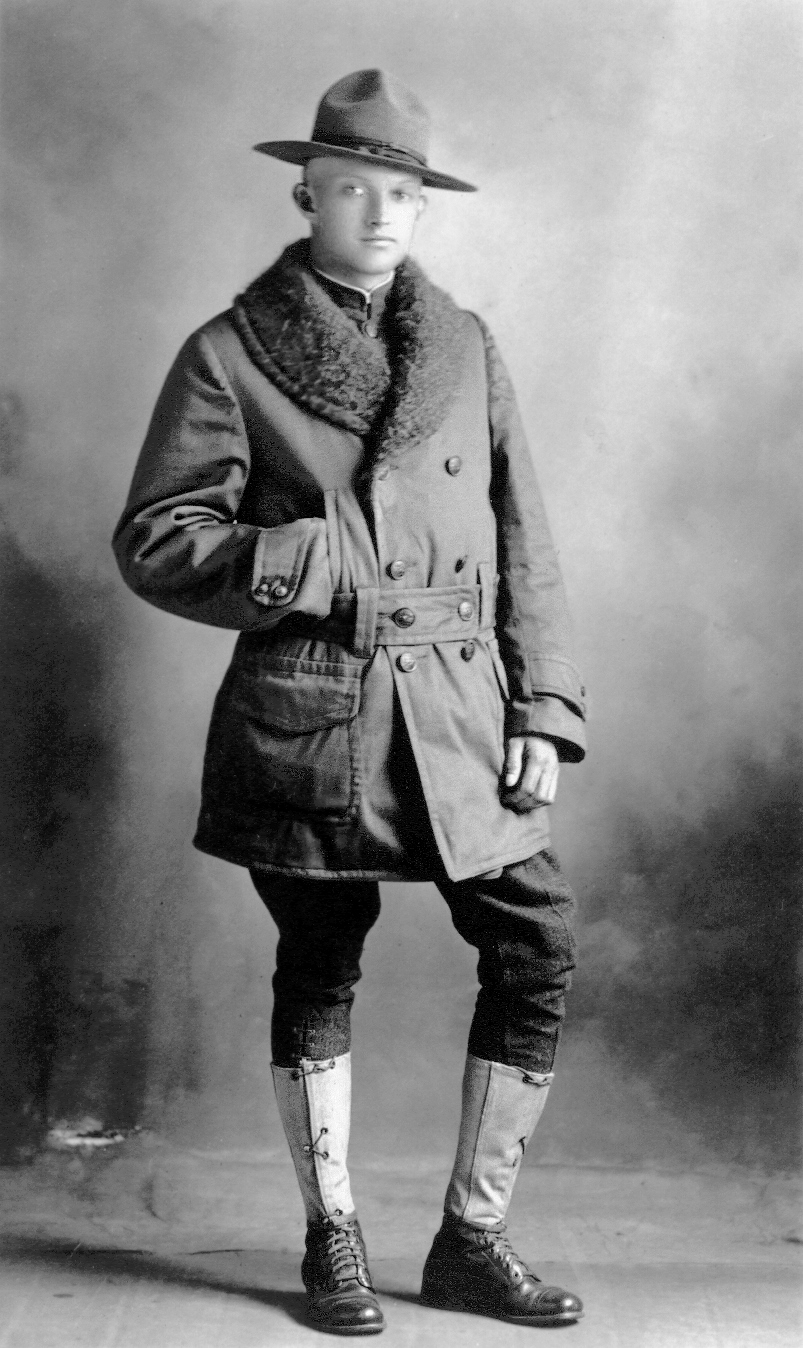
Un soldat américain de la Première Guerre mondiale (on les appelle alors « doughboys » — ou « sammies » en France) en 1918.

## L'entrée en guerre des États-Unis

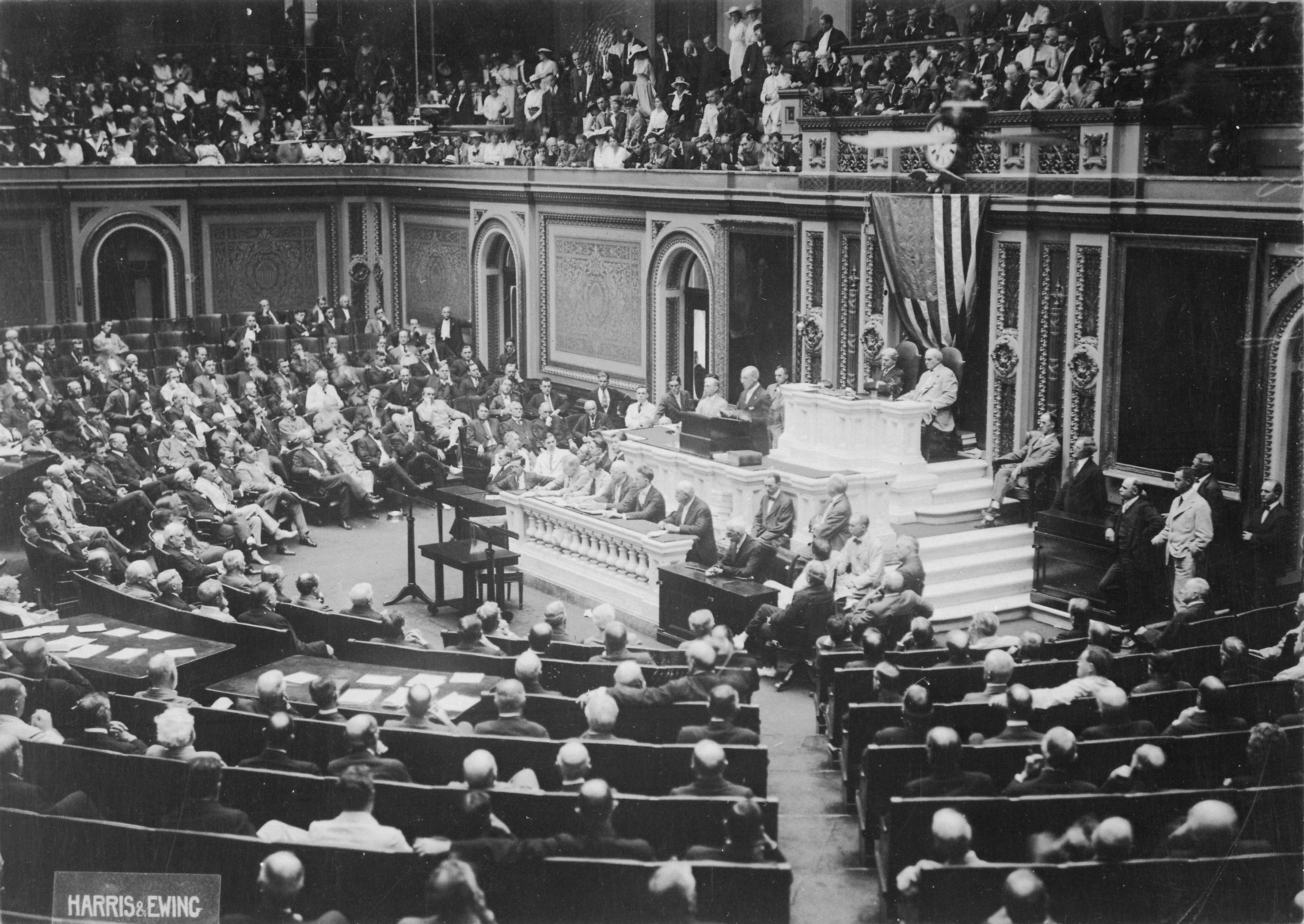
Le président Wilson devant le Congrès, annonce la rupture des relations officielles avec l'Allemagne. 3 février 1917.

### Les raisons de l'engagement des États-Unis
À la suite de la déclaration par l'Allemagne, en janvier 1917, de la « guerre sous-marine à outrance », qui étendait la guerre sous-marine aux navires neutres commerçant avec l'Entente et achevait de compromettre la liberté des mers ; et, dans une moindre mesure, de l'interception par les services de renseignements britanniques du « télégramme Zimmermann», un télégramme adressé par le ministre allemand des Affaires étrangères, Arthur Zimmermann, à son ambassadeur à Mexico, qui lui demandait de négocier une alliance avec le Mexique tournée contre les États-Unis : « Une alliance sur les bases suivantes : faire la guerre ensemble, faire la paix ensemble, large soutien financier et accord de notre part pour la reconquête par le Mexique des territoires perdus du Texas, du Nouveau-Mexique et de l'Arizona. »
Le 23 février 1917, alors que la guerre sous-marine a débuté depuis près d'un mois, le ministre des Affaires étrangères britannique, lord Balfour, communique le contenu du télégramme à l'ambassade des États-Unis. Le lendemain, le président des États-Unis, Woodrow Wilson, en prend connaissance et décide d'en informer son opinion publique par voie de presse. Le 1er mars, le télégramme fait la une de tous les quotidiens américains. L'émotion est alors immense. L'Amérique décide de défendre ses principes.
Woodrow Wilson demande au Congrès le 2 avril 1917 de déclarer officiellement la guerre à l'Empire allemand. Le 6 avril 1917, le Congrès américain vote « la reconnaissance de l'état de guerre entre les États-Unis et l'Allemagne ». Lorsqu'il dit dans le même discours : « L'Amérique doit donner son sang pour les principes qui l'ont fait naître… », c'est aux idéaux défendus par les Pères fondateurs des États-Unis, ceux qui sont écrits dans la Déclaration d'indépendance et dans la Constitution, qu'il fait référence.
André Kaspi rapporte qu'en outre, les États-Unis étaient réticents à s’engager aux côtés de l’Entente car si celle-ci regroupait les démocraties occidentales (France et Grande-Bretagne), elle y associait l'Empire russe qui, au niveau institutionnel, ne différait pas de l’Empire allemand. Il aurait organisé des pogroms contre les Juifs, opprimé les Polonais (au point qu'en 1908, avec l'émigration, Chicago était la troisième ville polonaise du monde, après Varsovie et Lodz), et de façon générale était jugé autoritaire et théocratique. Or, la révolution russe encourage le rapprochement des États-Unis.

### Une conscription inégalement acceptée
Le vote de la conscription permet de porter les effectifs de 200 000 à 4 millions de soldats. Sur ces quatre millions d'Américains servant sous les drapeaux pendant le conflit, 2 millions seulement traversent l'Atlantique. Si contribuer à l'effort de guerre est considéré comme un acte de patriotisme, la conscription est cependant inégalement acceptée : près de 3 millions d'hommes insoumis auraient échappé ainsi au service militaire.

### Le cas des Afro-Américains
Les Afro-Américains, victimes de la ségrégation raciale aux États-Unis, nourrissent l'espoir d'une émancipation et décident, pour la plupart, de soutenir l'effort de guerre. En novembre 1918, les « Sammies » comptent ainsi entre 380 000 et 400 000 Noirs. La mutinerie d'août 1917 à Houston d'une partie du 24e régiment d'infanterie, afro-américain (causée par des violences policières envers une Noire), limite cependant l'envoi des soldats afro-américains à la 92e et 93e division d'infanterie . Sur les 400 000 Afro-Américains envoyés en Europe, 100 000 servent en France, dont 20 000 soldats de la 92e et 93e division. Les autres servent dans le service d'approvisionnement (en). Cette faible proportion de soldats par rapport aux forces non-combattantes, peu appréciée par Paris, s'explique par la réticence américaine motivée par le racisme d'alors.

### La puissance de l’économie américaine
L'Amérique de la Première Guerre mondiale n'est pas encore « l'arsenal des démocraties » qu'elle sera pendant la Seconde, cependant l’appui économique et financier des États-Unis se révèle décisif bien que son complexe militaro-industriel, hors construction navale, soit balbutiant.

#### Industrie
Des véhicules motorisés furent fournis en nombre aux Alliés par l'industrie automobile américaine alors de loin la plus puissante du monde, ainsi le Corps expéditionnaire britannique avait à la fin de cette guerre 18 984 ambulances et camions dérivés de la Ford T.

#### Exportations
Plus la guerre devient longue et totale, plus les pays de l'Entente ont recours aux Américains pour s'approvisionner en énergie, matières premières, produits industriels et alimentaires. La part des États-Unis dans les importations françaises passe ainsi de 10 % en 1913 avec 848 millions de francs à 30 % en 1916 avec 6 776 millions de francs.
Durant les premières années de guerre, l’Entente emprunte 2,3 milliards de dollars alors que les banques américaines ne prêtent que 26 millions aux puissances centrales. Après la déclaration de guerre, l'aide américaine joue un rôle décisif dans la victoire des Alliés. Les puissances de l'Entente obtiennent, d'avril 1917 à juin 1920, des prêts dont le montant total dépasse plus de dix milliards de dollars, leur permettant de maintenir et même d'augmenter leurs achats en produits alimentaires, matières premières et matériel de guerre.

#### Agriculture

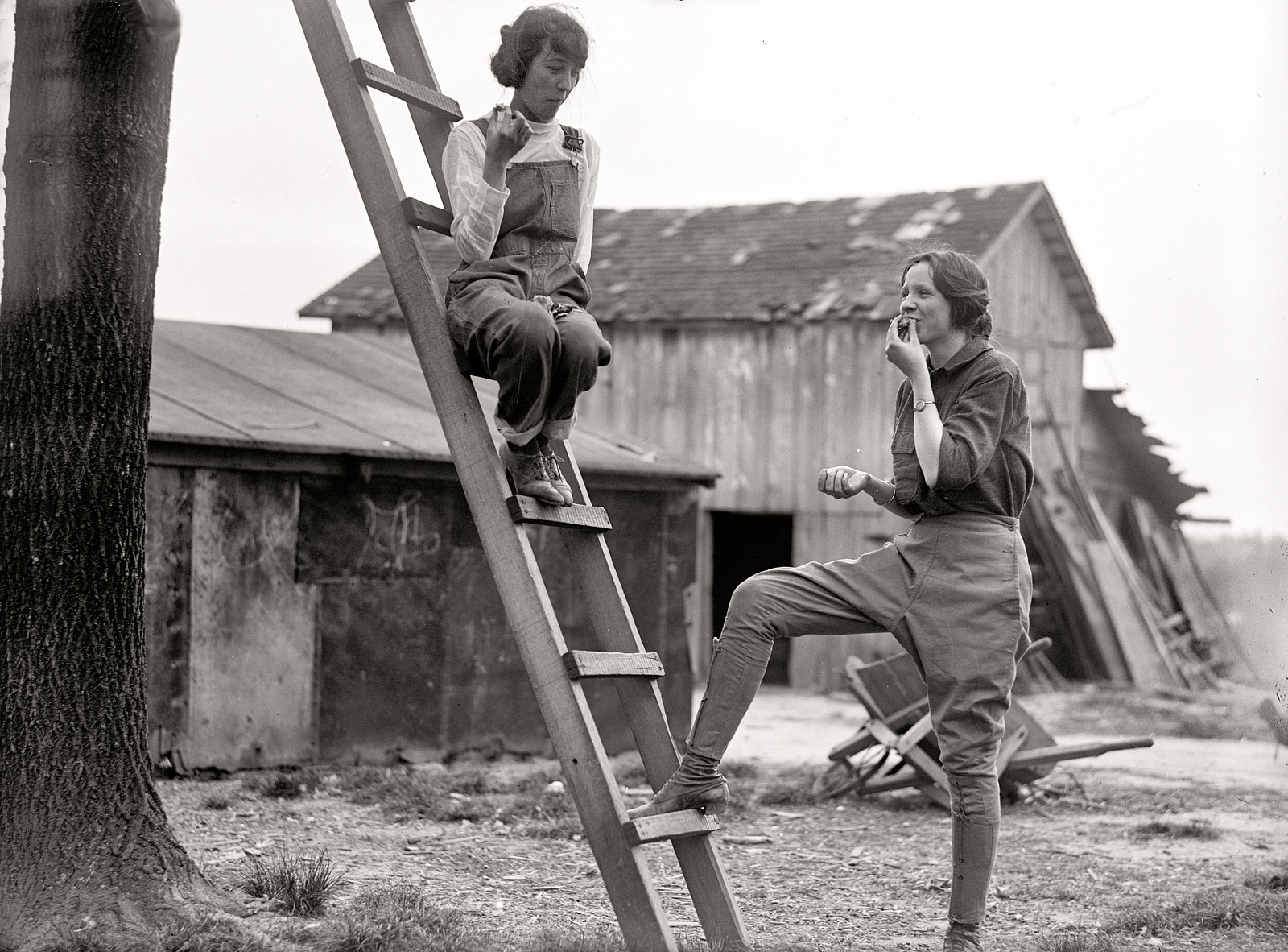
Deux « jardiniers de guerre » américains en 1918.

En mars 1917, Charles Lathrop Pack (en) organisa aux États-Unis la « Commission nationale du jardin de guerre » (National War Garden Commission) et lança la campagne des jardins de la victoire.
Pendant la Première Guerre mondiale, la production alimentaire avait diminué de façon spectaculaire, en particulier en Europe, où la main d'œuvre agricole avait été mobilisée dans les armées et où une partie des fermes restantes avaient été dévastées par le conflit.
Pack conçut l'idée que les fournitures alimentaires pourraient être grandement augmentées sans faire appel à des terres ou de la main d'œuvre déjà occupées par l'agriculture, et sans recourir de façon significative aux moyens de transport nécessaires à l'effort de ce conflit.
La campagne poussait à la mise en culture de terres disponibles, privées ou publiques, autorisant la création de plus de cinq millions de jardins et la production de denrées alimentaires pour plus de 1,2 milliard de dollars à la fin de la guerre.

#### Chemins de fer

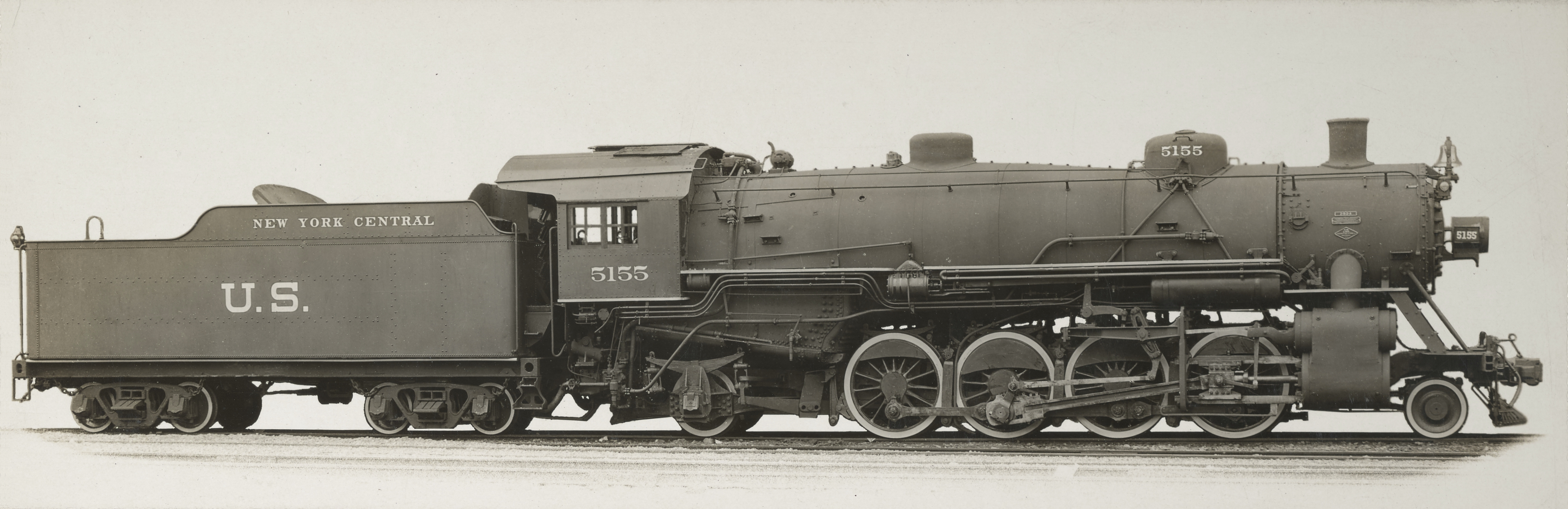
Une Mikado légère USRA livrée au New York Central et portant le marquage « U. S. » de l'USRA.

L'effort de guerre nécessite des moyens de transport importants, à une époque où l'automobile reste encore très peu développée. Le chemin de fer est indispensable pour transporter des quantités importantes de matières premières ou des produits finis vers les grands fleuves ou les façades maritimes. Les chemins de fer sont mis à contribution, mais l'administration fédérale se heurte rapidement à des blocages techniques et culturels : locomotives et wagons sont vétustes, les voies peu entretenues du fait de la mauvaise situation financière des compagnies ; le matériel n'est pas unifié, chaque construisant ses locomotives et wagons ;  pour circuler, les wagons chargés passent de compagnie en compagnie avec des temps d'attente important entre chaque étape ; les cultures d’entreprise (normes, signalisation, administration...) ne sont pas les mêmes. S'ajoute à ces difficultés existantes la nécessité de transporter les troupes et leur matériel : les compagnies privées de chemin de fer n'arrivent pas à suivre.
Pour parer à cela, le 28 décembre 1917, le gouvernement fédéral nationalise les chemins de fer. L’United States Railroad Administration (USRA) est créée. Elle travaille à réduire les ruptures de charge et à supprimer des trajets parallèles concurrents. Des lignes de chemin de fer sont remises à niveau. Afin de rendre efficace le trafic des chemins de fer, et pour compenser le manque criant de trains, l'USRA commande 100 000 wagons et 1900 locomotives à vapeur, conçus suivant des plans unifiés, et payés par le gouvernement fédéral.
L'USRA est dissoute le 1er mars 1920, le matériel étant laissé aux compagnies ; en outre, le gouvernent verse une compensation aux compagnies de chemin de fer pour le chiffre d'affaires non réalisé. L'USRA marquera durablement les chemins de fer aux États-Unis.

### Sabotages allemands aux États-Unis
Le réseau d'espionnage de l'Empire allemand dirigé par Franz von Rintelen effectua plusieurs sabotages sur le territoire des États-Unis alors encore neutre pour empêcher la livraison de matériel américain aux puissances de l'Entente.
Dans le New Jersey, le 1er janvier 1915, un incendie eut lieu à la fonderie d'acier Roebling à Trenton.

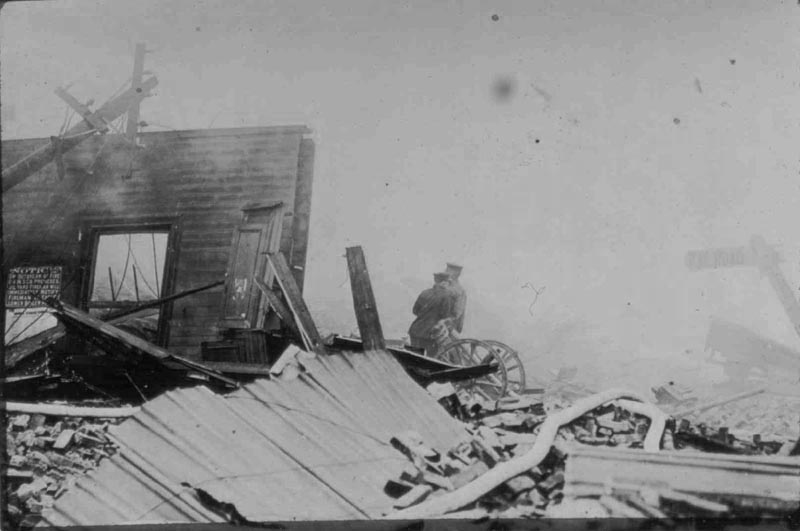
Le site de Black Tom Island après l'explosion.

L'incident le plus spectaculaire eut lieu le 30 juillet 1916 lorsque le dépôt de munitions de Black Tom Island à Jersey City fut détruit. La déflagration fut suffisante pour briser les vitres sur une distance de 40 kilomètres, on estime généralement sa force à 5,5 sur l’échelle de Richter et l’explosion endommagea la statue de la Liberté à tel point que la visite du bras et de la torche du bâtiment en est depuis lors interdite. Les pertes humaines sont estimées entre 4 et 7 victimes et les dégâts à 20 millions de dollars de l'époque soit 400 millions de dollars valeur 2010.
Après l'explosion de Black Tom, le 11 janvier 1917, un incendie eut lieu à la Canadian Car and Foundry dans le comté de Bergen qui fabriquait des obus pour la Russie impériale, la destruction de 300 000 obus de 76 mm rasa le site.
Ces sabotages firent beaucoup pour augmenter l'animosité du peuple américain contre l'Allemagne.

## Participation américaine avant l'entrée en guerre
Dès août 1914, la politique officielle de stricte neutralité est contestée par un certain nombre de citoyens américains qui désirent manifester leur sympathie pour la France et ses alliés et les idées pour lesquelles ils combattent. En effet, la France représente alors la liberté qui lutte contre les monarchies autoritaires des empires centraux. L’écrivain américain Henry James, par exemple, a décidé de devenir britannique en réaction à la neutralité initiale des États-Unis face à la Première Guerre mondiale.
Un manifeste signé par Blaise Cendrars, écrivain d'origine suisse, parut dans toute la presse appelant les étrangers résidant en France à s'engager dans l'armée française. De même la colonie américaine de Paris lance un appel à l'engagement volontaire dans l'armée française.
De jeunes Américains, épris de liberté, habités par l'esprit d'aventure, étaient prêts à en découdre en s'engageant aux côtés de la France. Mais répondre à cet appel n'était pas aussi simple ; les États-Unis n'étaient pas en guerre contre l'Empire allemand, et tout citoyen américain se mettant au service d'une puissance étrangère perdait ses droits et sa nationalité. L'ambassadeur des États-Unis à Paris leur souffla la solution : ils devaient soit s'engager comme combattants dans la Légion étrangère, soit comme non-combattants dans les services ambulanciers volontaires.
Les volontaires américains, environ une cinquantaine dont Alan Seeger, sont engagés au régiment de marche du 2e régiment étranger, qui est regroupé le 11 novembre 1915 avec le régiment de marche du 1er régiment étranger pour former le régiment de marche de la Légion étrangère, l'un des deux régiments les plus décorés de France. Au début du mois d’octobre 1914, ils furent envoyés en campagne dans le secteur de Reims et en novembre ils comptaient leur premier tué. Participant à l'offensive de septembre 1915 en Champagne, ils y essuient de lourdes pertes. Par la suite certains quittent la Légion étrangère pour être incorporés dans un régiment français.
L'American Ambulance arrive en France dès le début du conflit.

### Les volontaires américains dans l'aviation

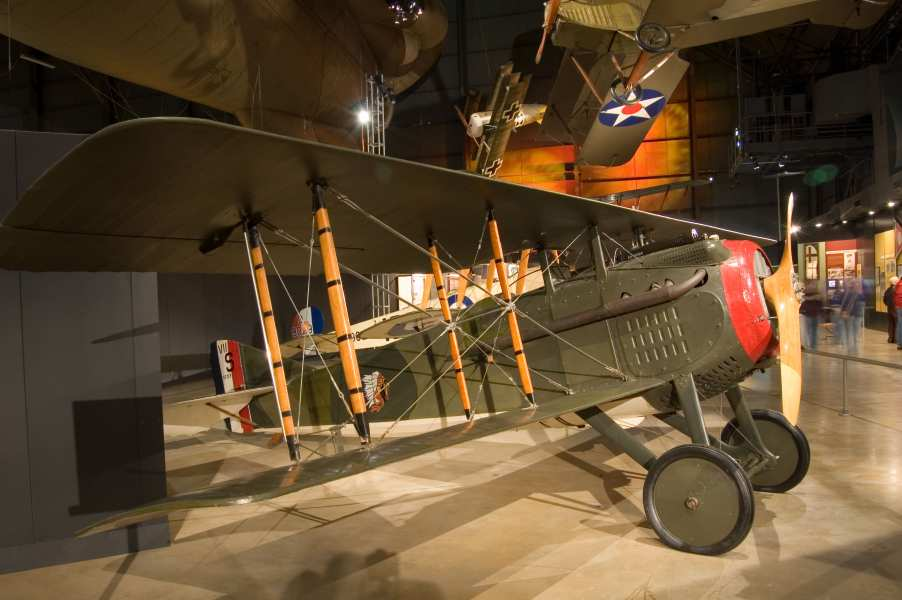
Un SPAD S.VII aux couleurs de l'escadrille La Fayette exposé au National Museum of the United States Air Force à Dayton, Ohio.

Parmi ces volontaires américains, beaucoup étaient issus des classes aisées, ils avaient l’habitude de venir en vacances en France, ils avaient les moyens financiers, plusieurs possédaient leurs propres avions et souhaitaient s'engager dans l'aviation. En avril 1916, un groupe d'Américains réussit à former, avec l'aide d'officiers français, l'escadrille 124, « l'escadrille américaine » basée sur l'aérodrome de Luxeuil-Saint Sauveur à Luxeuil-les-Bains (Haute-Saône). Par la suite, lorsque le nombre d'Américains volontaires dans l'aviation sera trop important pour une seule escadrille, ils seront versés dans d'autres escadrilles. L'ensemble de ces volontaires est toutefois regroupé sous l'appellation Lafayette Flying Corps.
Elle fut dès lors affectée sur différentes zones de combat dans l’Est de la France. Le 6 décembre 1916, l'escadrille prend le nom officiel d'escadrille La Fayette. Le 4 juillet 1917, de grandes cérémonies sont organisées à Paris à l’occasion de la fête nationale américaine pour célébrer l’entrée en guerre des États-Unis et l’arrivée en France des soldats américains. Une délégation de cette escadrille défile devant les statues de Washington et La Fayette, à Paris.
Le 15 août 1917, l'escadrille La Fayette est citée à l'ordre de l'Armée.
À partir de l'arrivée de l'American Expeditionary Force (AEF), les pilotes américains sont reversés dans l'American Air Service.

## L'arrivée des forces américaines
Le 14 mai, le maréchal Joseph Joffre et le secrétaire à la Guerre des États-Unis, Newton D. Baker, signent un accord qui prévoit :
1. L'envoi d’un corps expéditionnaire, l'American Expeditionary Force (AEF) dont la France fournira les armements et munitions en contrepartie de l’envoi des matières premières nécessaires à leur fabrication.
2. Une avant-garde de 16 000 à 20 000 combattants sera transportée en France début juin. Le général Pershing est placé à la tête de l'AEF.
3. Aussitôt que possible les États-Unis enverront 50 000 hommes appartenant aux unités techniques (service automobile, chemin de fer, routes, santé, subsistances, etc.) pour préparer l'arrivée du gros des troupes.

### Arrivée de Pershing

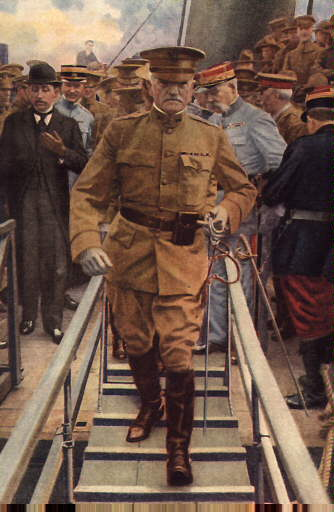
Tableau représentant le général John Pershing lors de son arrivée à Boulogne-sur-Mer.

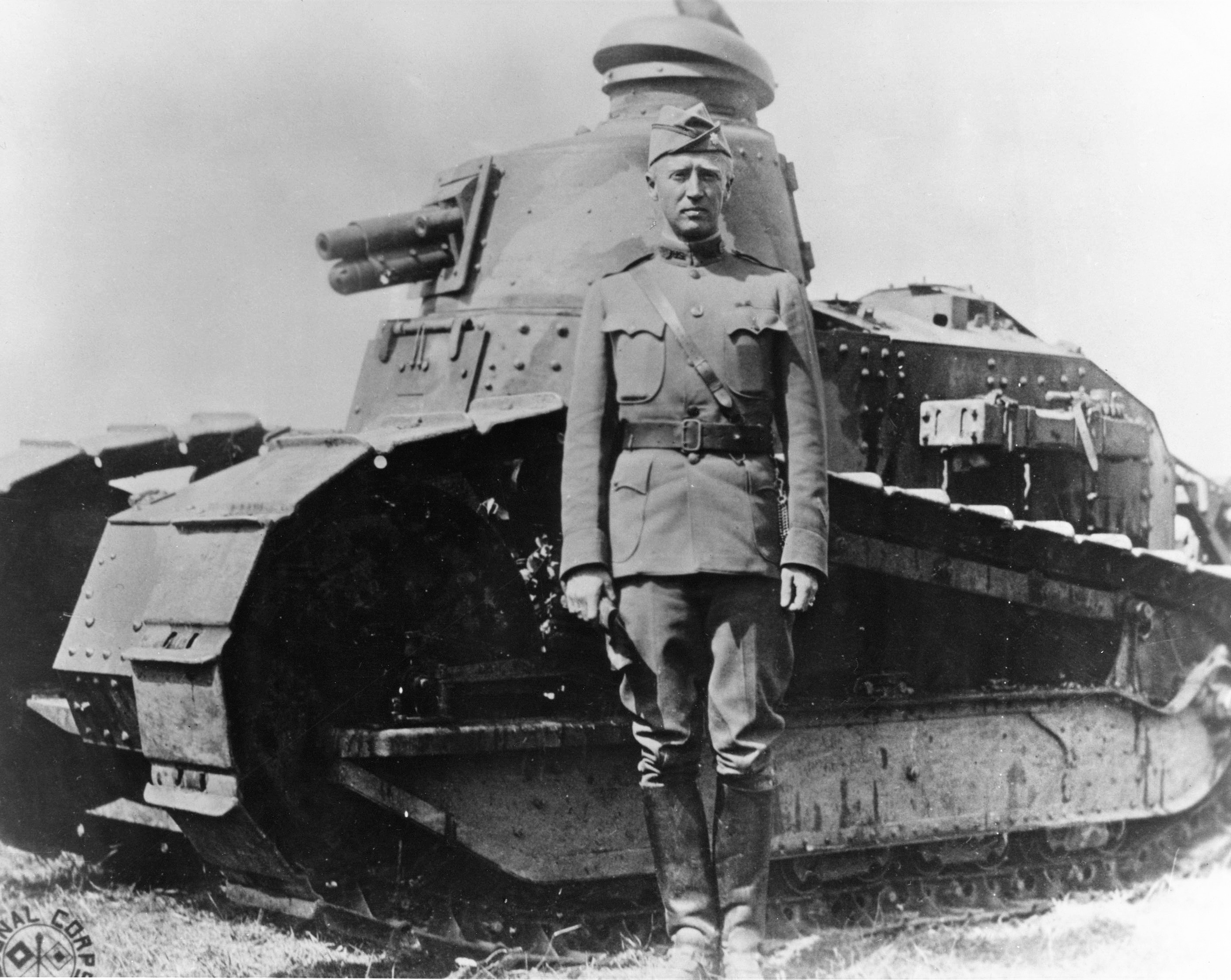
Le lieutenant-colonel George Patton en France devant un char Renault FT durant l'été 1918.

Le 13 juin 1917, 177 Américains, dont le général John Pershing, commandant en chef du corps expéditionnaire désigné après la mort subite du général Frederick Funston en début d'année, et le capitaine George Patton, débarquent à Boulogne-sur-Mer dans la liesse populaire. « Avec leurs uniformes de drap olive, leurs feutres à larges bords, leurs ceintures à pochettes multiples, cette allure de jeunes cow-boys de l'Ouest américain, ils apportaient une note de pittoresque inédit dans nos décors de guerre », relate le journal L'Illustration.
Le général Pershing a reçu les consignes suivantes du président Wilson :
1. Mise sur pied d’une armée américaine indépendante.
2. L'instruction, commencée en Amérique, se terminera en France. Quatre divisions d'infanterie sont mises immédiatement à l'instruction. L'instruction des unités américaines dans la zone des armées sera assurée par des unités combattantes françaises.

Les Français et les Britanniques pensaient intégrer les soldats américains dans leurs unités et sous leur commandement. C'est la question de « l'amalgame » qui va préoccuper les relations entre alliés jusqu'à la fin de la guerre. Une des premières missions confiées à Pershing par Wilson est de mettre sur pied une armée américaine indépendante.

### Mise sur pied des unités
Le 28 juin 1917, la 1re division d'infanterie américaine (surnommée « The Big Red One », « le grand rouge », qui correspond à son insigne) débarque à Saint-Nazaire.
La 1st Infantry Division est la seule unité d'active immédiatement mobilisable par l'armée américaine. En effet à l'époque il n'y a pas de service militaire aux États-Unis et l'armée active (« Regular Army ») ne compte que 200 000 hommes.
La 2e division d'infanterie américaine est formée avec d'autres unités d'active dont une brigade de Marines.
En tout 59 divisions sont mises sur pied en France, 20 divisions à partir de l'armée fédérale active (« Regular Army »). Ce sont les divisions numérotées 1st à 20th.
17 divisions sont mises sur pied à partir d'unités de la garde nationale des États-Unis (« National Guard »), elles sont numérotées de 26th à 42nd.
Enfin 22 divisions sont créées dans le cadre de la mobilisation, elles prennent les numéros de 76th à 97th.
Les forces aériennes américaines sont quasiment inexistantes en 1917, le United States Army Air Service créé le 24 mai 1918 opéra 45 escadrons et 740 avions lors de l'armistice .

### Lafayette here we are
Le 4 juillet 1917, une cérémonie est organisée pour les premiers soldats de l’AEF arrivés à Paris au cimetière de Picpus sur la tombe de La Fayette, « le héros des deux mondes ». À cette occasion, le capitaine Charles E. Stanton de l’état-major du général Pershing prononce un discours resté célèbre.

« Je regrette de ne pas pouvoir m’adresser à la gentille population française dans la belle langue de son loyal pays.
Le fait ne peut pas être oublié que votre nation était notre amie quand l’Amérique s’est battue pour son existence, quand une poignée d’hommes courageux et patriotes ont été déterminés à défendre les droits de leur Créateur leur avait donné -- que la France en la personne de La Fayette est venue à notre aide en paroles et en actes.
Ce serait de l’ingratitude de ne pas se souvenir de cela et l'Amérique ne fera pas défaut à ses obligations…
Par conséquent, c'est avec une grande fierté que nous embrassons les couleurs en hommage de respect envers ce citoyen de votre grande République, et ici et maintenant dans l'ombre de l'illustre mort nous l'assurons de notre cœur et notre honneur pour donner à cette guerre une issue favorable.
Lafayette nous voilà ! »

### Premiers engagements américains

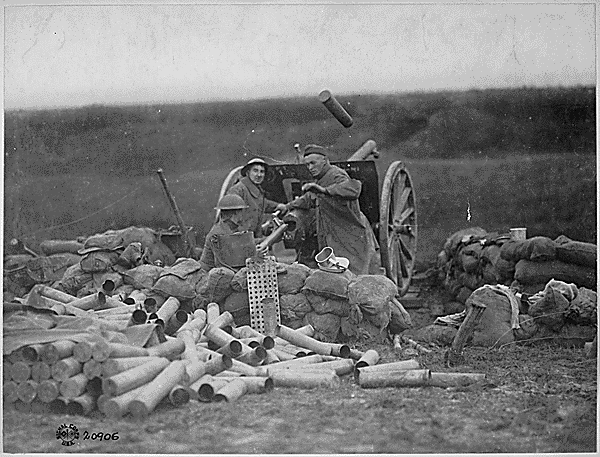
Premier tir américain sur le front lorrain avec un canon de 75 Modèle 1897 français, le 23 octobre 1917 près de Bathelémont-lès-Bauzemont (Meurthe-et-Moselle). La douille éjectée est encore en l'air qu'un nouvel obus est déjà introduit dans le canon. Ce canon pouvait tirer 6 obus par minute. Chaque obus à balles contenait 280 billes de plomb.

- 2 et 3 novembre 1917 : premier engagement de troupes américaines, un bataillon combat à Bathelémont-lès-Bauzemont (région de Lunéville) ; trois soldats sont tués (les premiers de l’AEF).
- À partir du 15 janvier 1918, une brigade (2 régiments) et la totalité de l'artillerie de la 1re DIUS sont intégrées à la 1re armée française. Elle relève la division marocaine dans le secteur de Ménil-la-Tour, Royaumeix. Le premier tué est enregistré le 19, les pertes vont devenir quasi quotidiennes à partir de fin janvier et augmenteront progressivement avec l'intensification de l'activité ennemie jusque fin février, se montant à 24 tués, 30 blessés, 2 intoxiqués (gaz) et 13 disparus pour la seule journée du 28 [19], 17 tués et 19 blessés le lendemain. À partir du 1er mars, la 42e DIUS rattachée au 7e CA de la 7e armée essuie ses premières pertes dans le secteur de Badonviller, 19 tués et 38 blessés le 5 à la suite d'un violent coup de main allemand venant tester la résistance des troupes américaines[20].

À l'occasion de la grande offensive allemande de mars 1918, le général Pershing déclare au général Foch, lors d'une réunion sur le front, le 28 mars :

« Je viens pour vous dire que le peuple américain tiendrait à grand honneur que nos troupes fussent engagées dans la présente bataille. Je vous le demande en mon nom et au sien. Il n'y a pas en ce moment d'autres questions que de combattre. Infanterie, artillerie, aviation, tout ce que nous avons est à vous. Disposez-en comme il vous plaira. Il en viendra encore d'autres, aussi nombreux qu'il sera nécessaire. Je suis venu tout exprès pour vous dire que le peuple américain sera fier d'être engagé dans la plus belle bataille de l'histoire. »

- 14-23 avril 1918 : combats de Seicheprey (près de Saint-Mihiel)[21].
- 28 mai 1918 : un régiment de la 1re DIUS est engagé dans la bataille de Cantigny (région de Montdidier). Au prix de lourdes pertes il tient le village de Cantigny conquis sur la 18e armée allemande. C'est une première consécration de la valeur des troupes américaines et de bon augure pour l'avenir[22],[23].

Lors des offensives allemandes du printemps 1918, rendues possibles par le retour d'unités du front Russe, les premières unités américaines disponibles sont engagées. À l'occasion de la seconde bataille de la Marne, l'armée des États-Unis va s'illustrer.
- 3-4 juin 1918 : combats victorieux de Château-Thierry, puis du 6 au 22 juin bataille du bois Belleau[24]. Les Américains réussissent à arrêter l’avance allemande au prix de lourdes pertes qui sont commémorées par le cimetière américain du bois Belleau [25]. Du 10 au 29 juin, la 2e division d'infanterie des États-Unis (2e DIUS), qui comprend la brigade des Marines reprennent le Bois Belleau. Le 1er juillet, les Américains reconquièrent le village de Vaux, puis, le 9, la cote 204.
- 15 juillet 1918 : la 3e DIUS qui gagne son surnom de « Rock of the Marne » (« le rocher de la Marne ») en conservant sa position sur la Marne face aux assauts allemands à l'est de Château-Thierry[26] lors de la bataille de Château-Thierry (1918).

## Le déploiement des troupes américaines

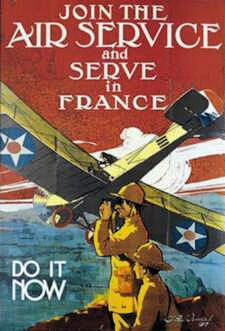
Affiche de recrutement pour rejoindre le United States Army Air Service durant la Grande Guerre.

Le 10 août 1918, la 1re armée américaine est créée. Deux autres armées sont créées par la suite. En octobre 1918, les forces américaines sont composées de 42 divisions réparties en 3 armées, soit 1 894 000 hommes. Pershing installe le Grand quartier général de sa 1re armée à Chaumont en Haute-Marne. L'engagement des unités américaines dans des opérations indépendantes est désormais scellé, les États-Unis acquièrent le rang de grande puissance.
Un certain nombre d'hommes devenus célèbres par la suite firent partie de l'AEF, on peut citer : George Patton, commandant des chars de l'AEF et futur général de la Seconde Guerre mondiale, George Marshall, l'un des principaux planificateurs de l'état-major de l'AEF et futur chef de l'état-major de l'armée pendant la Seconde Guerre mondiale ou Harry S. Truman, futur président américain.

### La logistique américaine
Pour gérer les transports de marchandises à travers les États-Unis, les chemins de fer sont nationalisés et modernisés dans le cadre de l'United States Railroad Administration entre le 26 décembre 1917 et 1920.
Pour transporter l'ensemble des troupes et des approvisionnements débarqués dans les bases maritimes par, entre autres, la Cruiser and Transport Force, et amener en moins de 18 mois plus de deux millions de soldats, des dizaines milliers de tonnes de matériels, de munitions, d'armes, de ravitaillement de toutes sortes, les Américains vont créer en France des camps, des ports et des gares.
Les forces armées des États-Unis se veulent à la pointe du progrès, elles utilisent les technologies les plus modernes concernant l’artillerie, l’aviation, les soins de santé ou la motorisation. Beaucoup d’innovations apportées par les soldats du Nouveau Monde vont être des petites révolutions pour les Français. Leur influence se fait sentir dans tous les domaines, on peut citer les progrès réalisés dans les soins des animaux grâce au concours des vétérinaires américains ou l’utilisation du macadam qui vient améliorer l’état des routes françaises avant qu’elles accueillent les convois américains.

### Les ports de débarquement

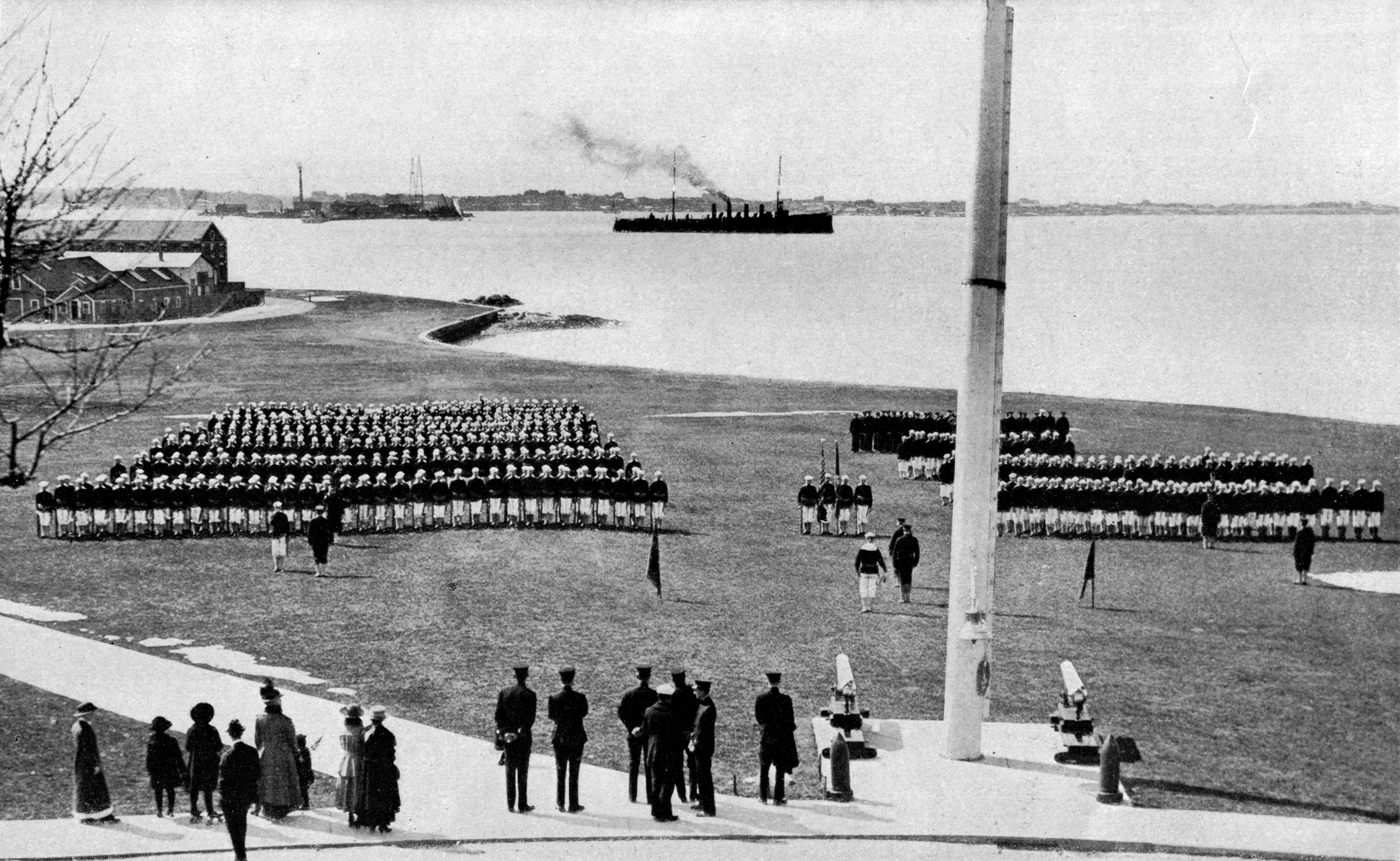
Les nouvelles recrues de l'US Navy à la base navale d'entraînement de Newport, en 1917.

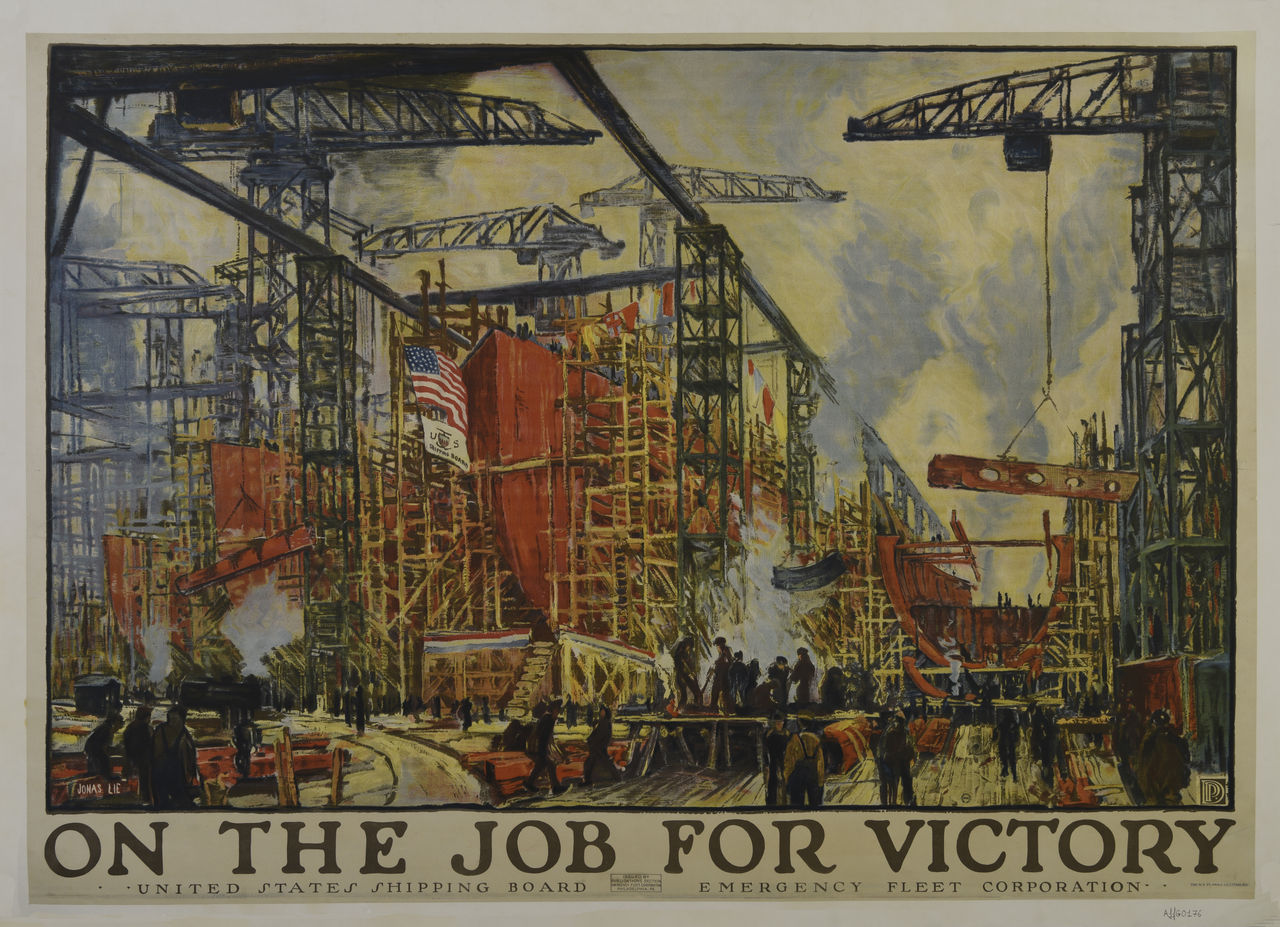
Au travail pour la victoire. Cette affiche lithographiée, créée par l'artiste Jonas Lie (1880-1940), illustre l'activité accrue des chantiers navals américains après l'entrée des États-Unis dans la Grande Guerre en 1917.

Dans tous les ports de l'Atlantique et à Marseille, les soldats américains et leur matériel débarquent.
Dans un premier temps, le port de Saint-Nazaire est choisi comme base de débarquement des premières troupes américaines pour la qualité de ses équipements. Le 26 juin 1917, les premiers bâtiments d'un convoi parti de New York y amènent 14 750 hommes.
Dès le 9 août 1917 une seconde base est mise en place à Bassens près de Bordeaux, les Américains y créent un port artificiel composé de docks flottants capable de recevoir et de décharger vingt navires à la fois.
En septembre, des travaux d'aménagement commencent à Pontanézen, près de Brest, pour la construction d'une véritable ville qui va accueillir 70 000 militaires américains en transit avant de monter au front. Pour chaque homme qui débarque, une tonne de matériel arrive également en France. Brest va ainsi devenir le principal port de débarquement (et de réembarquement) des soldats américains et le quartier général de l'US Navy en Europe. Ainsi le SS Léviathan, alors plus grand bateau à vapeur au monde, desservait uniquement le port breton et sur les 2 millions de membres de l'AEF, plus de 700 000 arrivèrent par Brest (c'est également via Brest que le président des États-Unis, Woodrow Wilson, arriva en Europe en 1919). Un monument, le Naval Monument de Brest construit dans les années 1930 le rappelle.
Au total, entre juin 1917 et novembre 1918, l'American Expeditionary Force utilisa pour ses débarquements en France 85 cales existantes et en construisit 83 nouvelles dans les ports français.
Les principaux ports utilisés tant pour les hommes que pour les approvisionnements furent les suivants :
- Groupe nord ou de la Basse-Loire : Saint-Nazaire, Nantes, Brest.
- Groupe sud ou de la Gironde : Bordeaux, Bassens, Pauillac, La Pallice (La Rochelle), Le Verdon-sur-Mer.
- Groupe de la Manche : Le Havre, Caen, Granville, Saint-Malo, Rouen.
- Groupe de l'Atlantique : Les Sables-d'Olonne, La Rochelle, Rochefort, Bayonne.
- Groupe de la Méditerranée : Marseille, Toulon.

Aux abords des ports les plus importants furent établis d'immenses magasins et zones de stockage : Montoir-de-Bretagne à l'arrière de Saint-Nazaire, Saint-Sulpice-et-Cameyrac et Izon près de Bordeaux et Miramas près de Marseille.

### Les chemins de fer
Les Américains relient chacun de leurs ports et de leurs camps par des voies ferrées.
Au printemps 1918, 5 000 hommes et 10 000 tonnes de matériel empruntent chaque jour ces lignes.
Une ligne nord part de Saint-Nazaire, passe par Nantes, Tours, Vierzon, Bourges, Cosne, Clamecy, Auxerre, pour aboutir à Saint-Dizier, puis vers le front. La ligne Brest, Le Mans, Tours, et celle partant de La Rochelle et Rochefort, pour aller à Niort et Saumur rejoignent la première à Tours et après Vierzon respectivement. En 2008, les lignes SNCF empruntent le même trajet.
Entre Tours et Vierzon, un peu avant cette ville, un immense camp est implanté à Gièvres (Loir-et-Cher), c’est à la fois une immense gare régulatrice et le plus grand dépôt installé par l’AEF. Elle comprend deux gares de triage, avec 145 hectares de stockage, un dépôt pétrolier, un arsenal pour les munitions, un atelier de 200 locomotives… Le General Intermediate Supply Depot (dépôt de soutien général intermédiaire) formait un losange de 13 km de long sur 3 de large, il comprenait 213 km de voies ferrées, 555 aiguillages, plus de 200 hangars d’une superficie totale de 36 ha couverts, une usine frigorifique pouvant contenir 8 000 tonnes de viande, 400 baraques de cantonnement où logeaient entre 20 000  et   30 000 hommes.
Une ligne sud relie Bordeaux, Périgueux, Limoges, Issoudun, Bourges, puis Nevers, Chagny, Dijon, Is-sur-Tille, à la région de Nancy, Lunéville, Saint-Dié, Belfort. Cette ligne utilise la gare de triage d’Is-sur-Tille qui est une partie de la base avancée no 1 où près de deux millions de soldats américains et environ quatre millions de tonnes d'approvisionnements sont passés entre l'automne 1917 et le printemps 1920.
En novembre 1918, le personnel américain du chemin de fer s'élève à plus de 30 400 agents pour un parc de 14 000 wagons et de 1 380 locomotives.

### Équipement militaire fourni par les Européens
Les alliés européens fournissent une grande partie du matériel purement militaire utilisé par les Américains. La France leur fournit ainsi :
- 2 150 canons de 75 mm,
- 1 684 canons d'autres calibres dont des 155 mm (comme les Schneider - photo ci-dessous),
- 57 % des canons à longue portée,
- la quasi-totalité des munitions d'artillerie,
- des dizaines de milliers de mitrailleuses (comme les Hotchkiss ci-dessous) et de fusils-mitrailleurs (modèle Chauchat),
- plus de 20 millions de cartouches[35],
- 81 % des avions, soit 4 881 appareils, notamment des SPAD et des Nieuport,
- la totalité des chars de combat, soit 260 véhicules (dont des Renault FT).

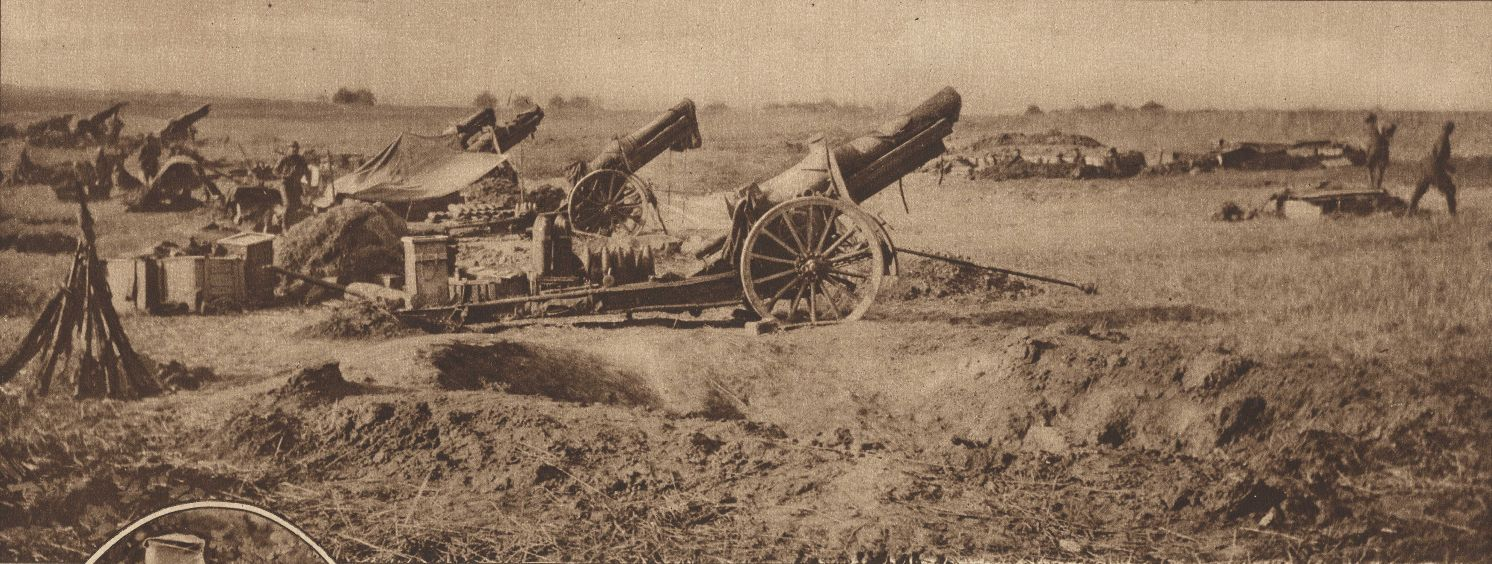
Obusiers de 155 C modèle 1917 Schneider français qui équipent une unité d'artillerie américaine, en juillet 1918, près de Soissons, le premier jour de la grande offensive.
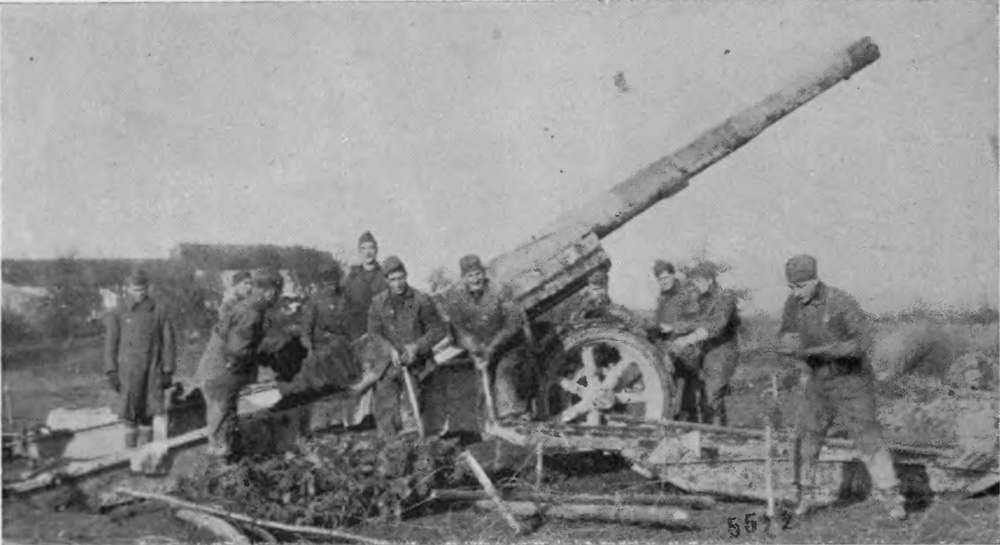
Canon de 155 mm GPF de l'Atelier de Construction de Bourges servant dans l'artillerie américaine en 1918. Ces armes furent également utilisées durant la Seconde Guerre mondiale par les forces des États-Unis.
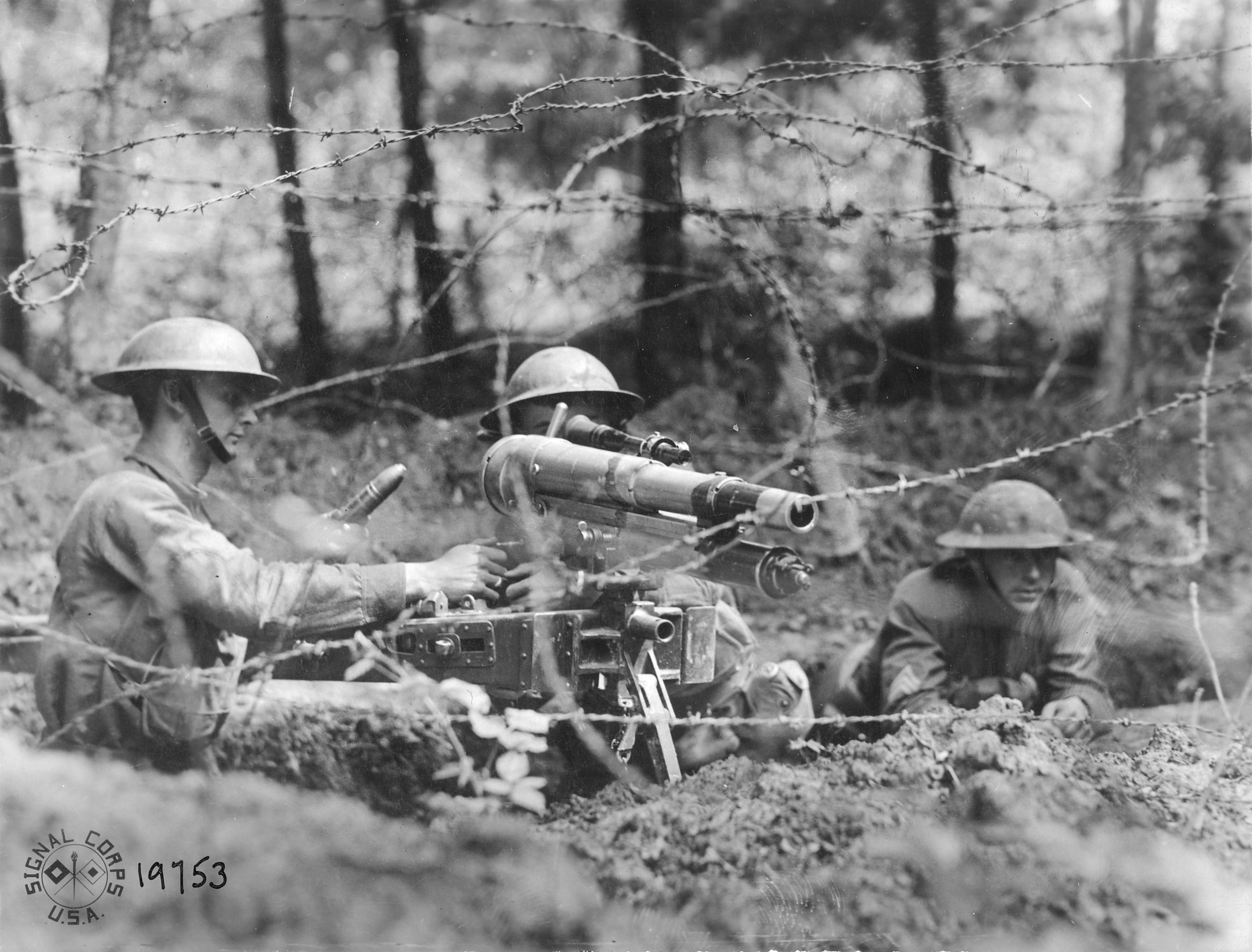
Canon de 37 mm modèle 1916 TRP français servi par des soldats américains, sur le parapet d’une tranchée de deuxième ligne. D'une portée maximale de deux kilomètres et demi, il peut tirer 28 coups par minute.
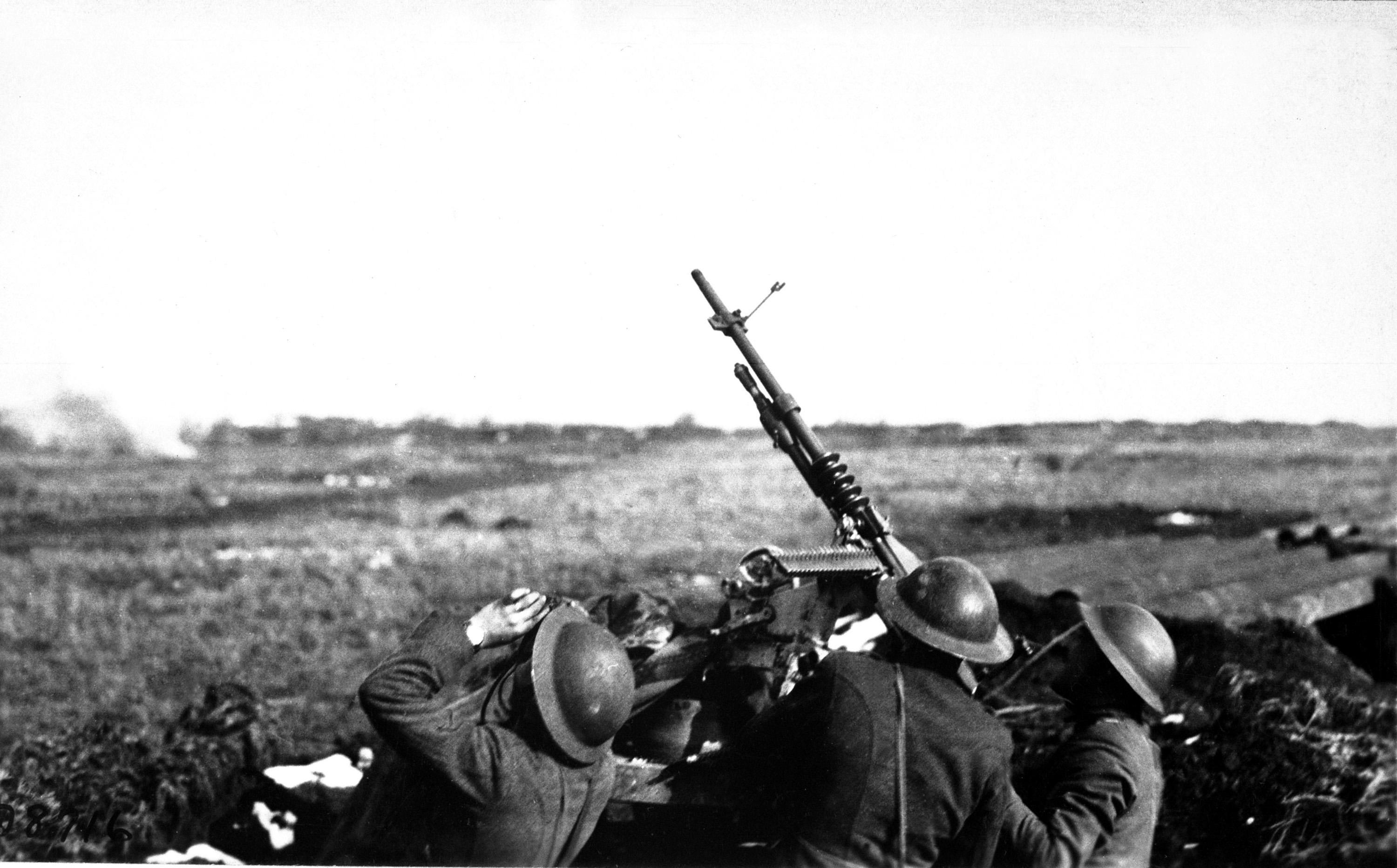
Soldats américains tirant avec une mitrailleuse antiaérienne Hotchkiss Mle 1914 d’origine française sur un avion d'observation allemand au plateau du Chemin des Dames en mars 1918.
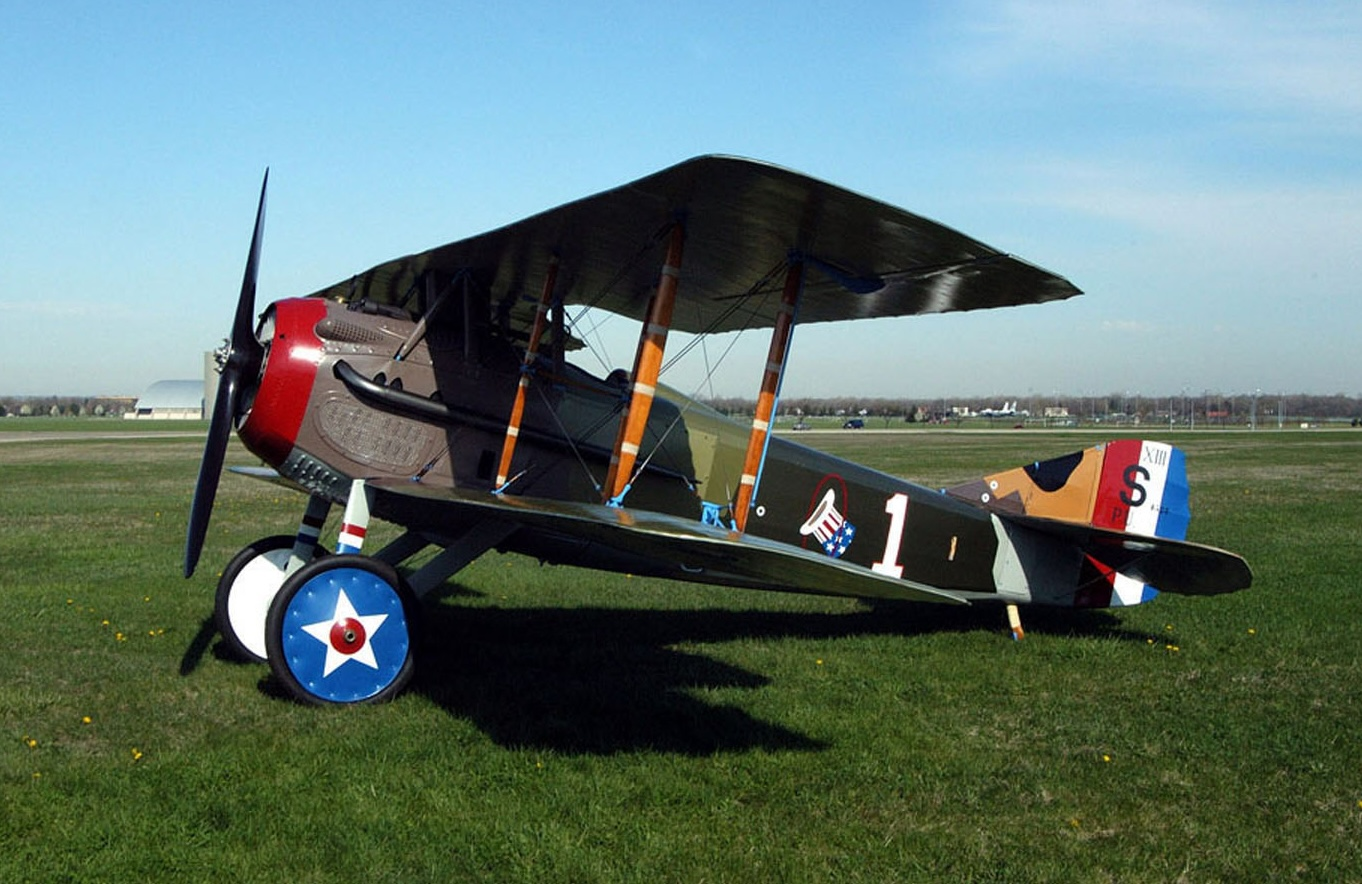
SPAD S.XIII de collection, semblable à ceux utilisés par l'United States Army Air Service.
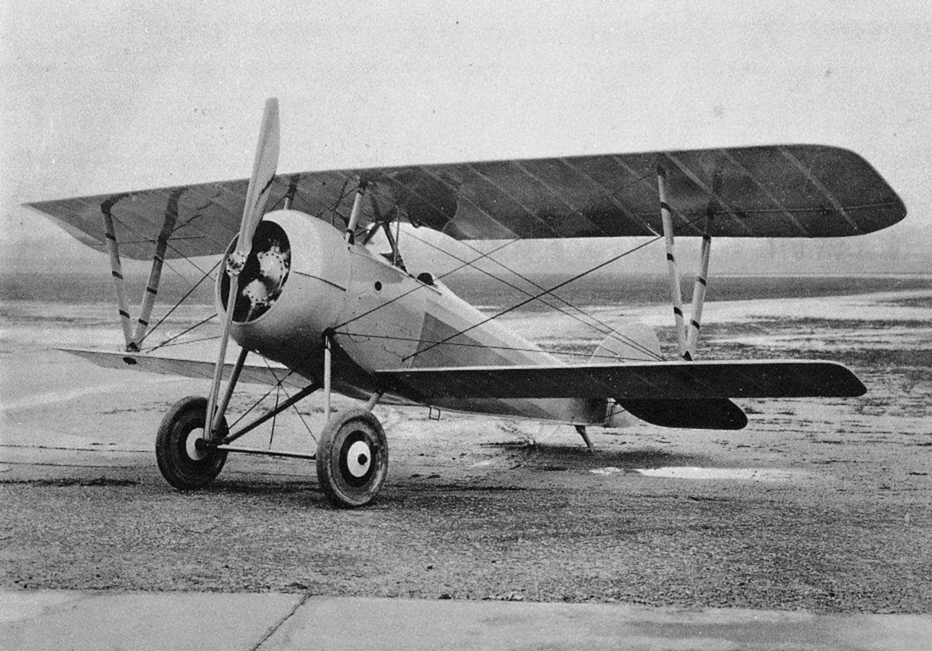
Nieuport 27 utilisé par les forces américaines durant la guerre.

## Les troupes américaines en Meuse
Le département de la Meuse constitue l'un des principaux champs de bataille de la Première Guerre mondiale, avec au nord Verdun et l'Argonne, et au sud le saillant de Saint-Mihiel. Dès leur arrivée, les soldats américains sont cantonnés dans de grands camps d'entraînement situés dans la Haute-Marne et dans le sud de la Meuse. Pershing et Pétain se sont mis d’accord pour que l’engagement américain ait lieu en Meuse.

### Les camps d’entraînement

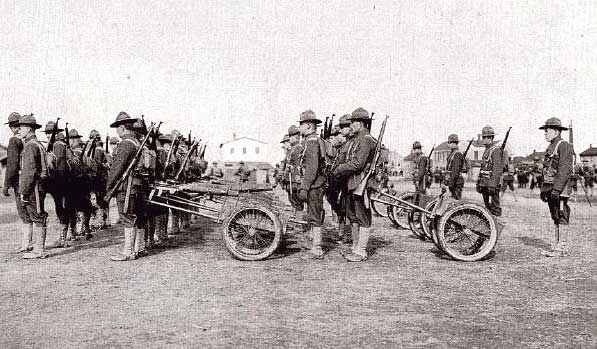
Unité de mitrailleurs américains.

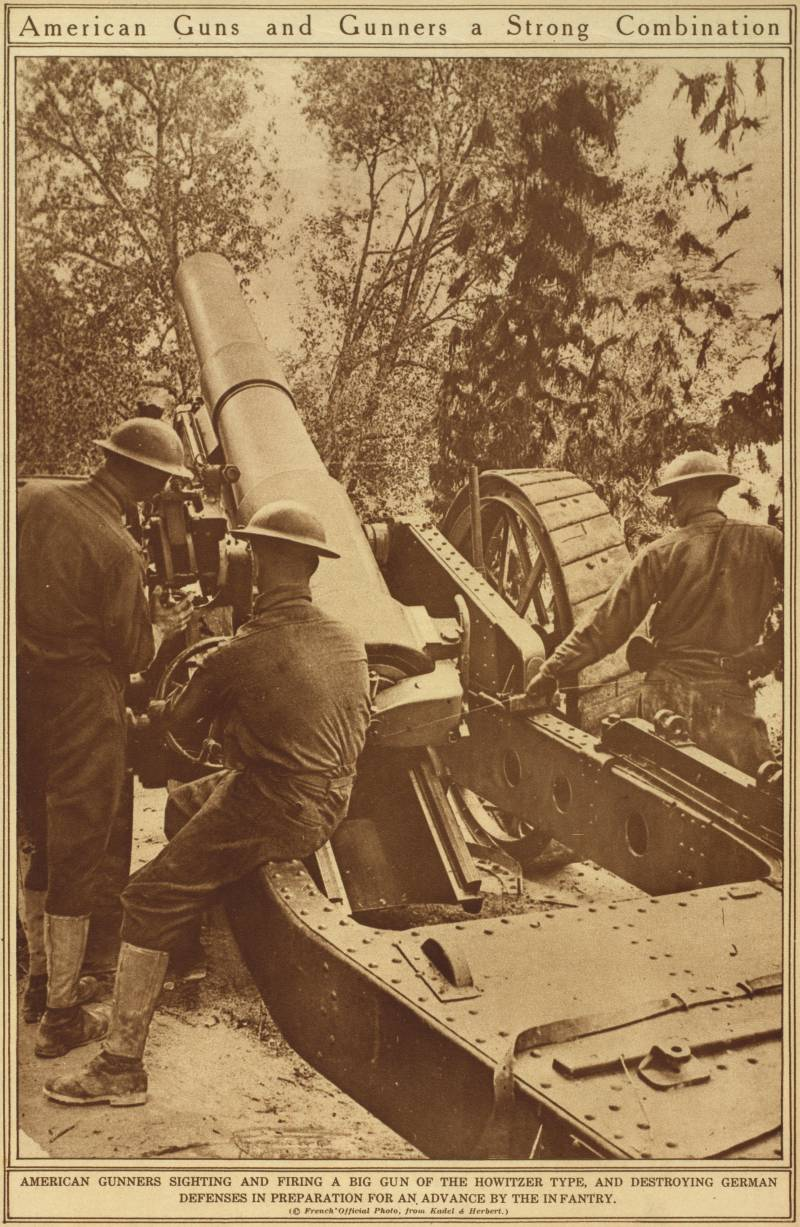
Des artilleurs américains servent un obusier BL 8 inch Howitzer Mk VI d'origine anglaise, France, 1918.

En juin 1917 arrivent dans le Sud de la Meuse les premiers éléments de l’AEF pour s'y entraîner. Dans le cadre des accords Baker – Joffre, la 1re DIUS arrive à Gondrecourt-le-Château où des unités combattantes françaises assurent l'instruction des unités américaines dans la zone des armées.
Tout au long de cette préparation de l'armée américaine en France, l'état-major américain tente de se libérer de la tutelle que les militaires français entendent imposer en matière d'instruction. Le système de jumelage des unités est ainsi remplacé progressivement par un système d'écoles dans lesquelles la présence française est canalisée par les Américains
La 1re DIUS est instruite par la 47e DI composée de chasseurs alpins puis 18e DI à partir du 20 juillet 1917. La formation des militaires américains d'un minimum de 5 mois aux conditions de combats extrêmement intense en Europe est assuré par des unités françaises.
Une impressionnante infrastructure logistique est mise en place dans tout le Sud meusien, parfois avec l’armée française : baraquements préfabriqués, voies ferrées, dépôts de ravitaillement, parcs d’artillerie, garages, terrains d’aviation, hôpitaux, poussent comme des champignons.
On compte une vingtaine de camps d’entraînement qui s’étendent dans une zone allant au sud de la Meuse, au nord des Vosges et de la Haute-Marne, dont ceux de Gondrecourt-le-Château (Meuse), Vaucouleurs (Meuse), Neufchâteau (Vosges) et Bourmont (Haute-Marne).
Le 22 juin 1918, une étude de la Mission militaire française indique 546 officiers instructeurs français au sein du corps expéditionnaires. Ce total englobe les officiers en formation, les blessés, les officiers de liaison et ceux qui n’instruisent plus. Une fois ceux-ci déduits, le total des instructeurs français est de 320.

### Le contact avec la population civile
Le 10 juillet 1917, la 1re division d'infanterie américaine, qu'on appelle Big Red One en référence à son insigne, arrive dans le secteur de Gondrecourt-le-Château (Sud-Est du département de la Meuse). Elle est la toute première unité américaine engagée sur le sol français.
L'accueil de la population est alors enthousiaste. On rencontre des pavoisements franco-américains, des arcs de triomphe en feuillage et des banderoles « welcome » qui attestent de l’exaltation suscitée.
La ségrégation raciale alors en vigueur dans les troupes américaines est par contre mal ressentie en France dont les troupes provenant de son empire colonial combattent en première ligne, alors que les effectifs afro-américains sont souvent cantonnés à la logistique et au génie.

### La rencontre de deux mondes
Les soldats américains sont des civils, ils ont amené avec eux toute une panoplie de ce qui fait la spécificité du Nouveau Monde. Pour tenter de résoudre le problème de la langue, l'armée américaine leur distribue un dictionnaire franco-anglais présentant l'armée française.
Les Français confrontés à un rationnement depuis le début de la guerre vont être mis en présence d'une société d'abondance. Les Américains donnent aux civils français du savon, du chocolat, du chewing-gum (une découverte pour les Français), des cigarettes de tabac blond ou des boîtes de conserve. La solde des sammies est équivalente à celle des officiers français, grâce à ce pouvoir d’achat, les habitants leur vendent des omelettes, des volailles, des pâtisseries ou des douilles d’obus ciselées par les poilus. Peu habitués à l'alcool, la prohibition est alors en vigueur dans 26 États des États-Unis, certains soldats américains abusent du vin, de la bière ou de la gnôle vendus par les aubergistes, même si la police militaire réprime les beuveries.
La ferveur religieuse et le patriotisme de ces hommes venus d'outre-Atlantique s’expriment lors de leurs fêtes nationales dont l'Independance Day, du Decoration Day ou de Thanksgiving. Les cérémonies militaires, les spectacles de cabaret, les bals et les concerts organisés par les forces américaines émerveillent les populations civiles. La présence américaine en Meuse marque ainsi profondément la population qui découvre la culture américaine tel le jazz, le blues, ou encore le baseball.
La même expérience se reproduira à la Libération en 1944.

### La grippe espagnole
Les premiers cas mortels de la pandémie dite « grippe espagnole » apparaissent dans les environs de Boston en septembre 1918 et celle-ci est importée en Europe par les troupes américaines déjà infectées par le virus. La promiscuité des tranchées et les efforts des gouvernements alliés pour cacher les effets destructeurs de la maladie à leurs adversaires favoriseront la propagation du virus, qui fera des dizaines de millions de morts.

### Les offensives américaines de l'automne 1918
Dans le cadre de l’engagement américain, l’interlocuteur de Pershing est le général Pétain, commandant en chef les armées françaises du Nord et du Nord-Est. Pétain est l’homme qui a organisé la défense de Verdun, il connaît parfaitement ce secteur. Pour dégager Verdun et reprendre l’initiative il sait qu’il faut réduire le saillant de Saint-Mihiel et faire sauter le verrou allemand de l’Argonne. Il sait aussi, mieux que quiconque, que l’armée française est épuisée et qu’elle n’a plus les moyens humains et matériels de lancer ces offensives.
Du 12 septembre 1918 au 15 septembre 1918, a lieu la première grande offensive de l'AEF avec l'aide des Français. Engageant quatre corps d'armée dont un Français et trois de la première armée américaine, elle a pour but la reprise du saillant de Saint-Mihiel. Le 14 septembre 1918, les Américains sont à Fresnes-en-Woëvre : les Éparges ne sont plus aux mains des Allemands qui perdirent en moins de deux jours tout le terrain conquis en septembre 1914 ainsi que 13 200 prisonniers et 460 canons.

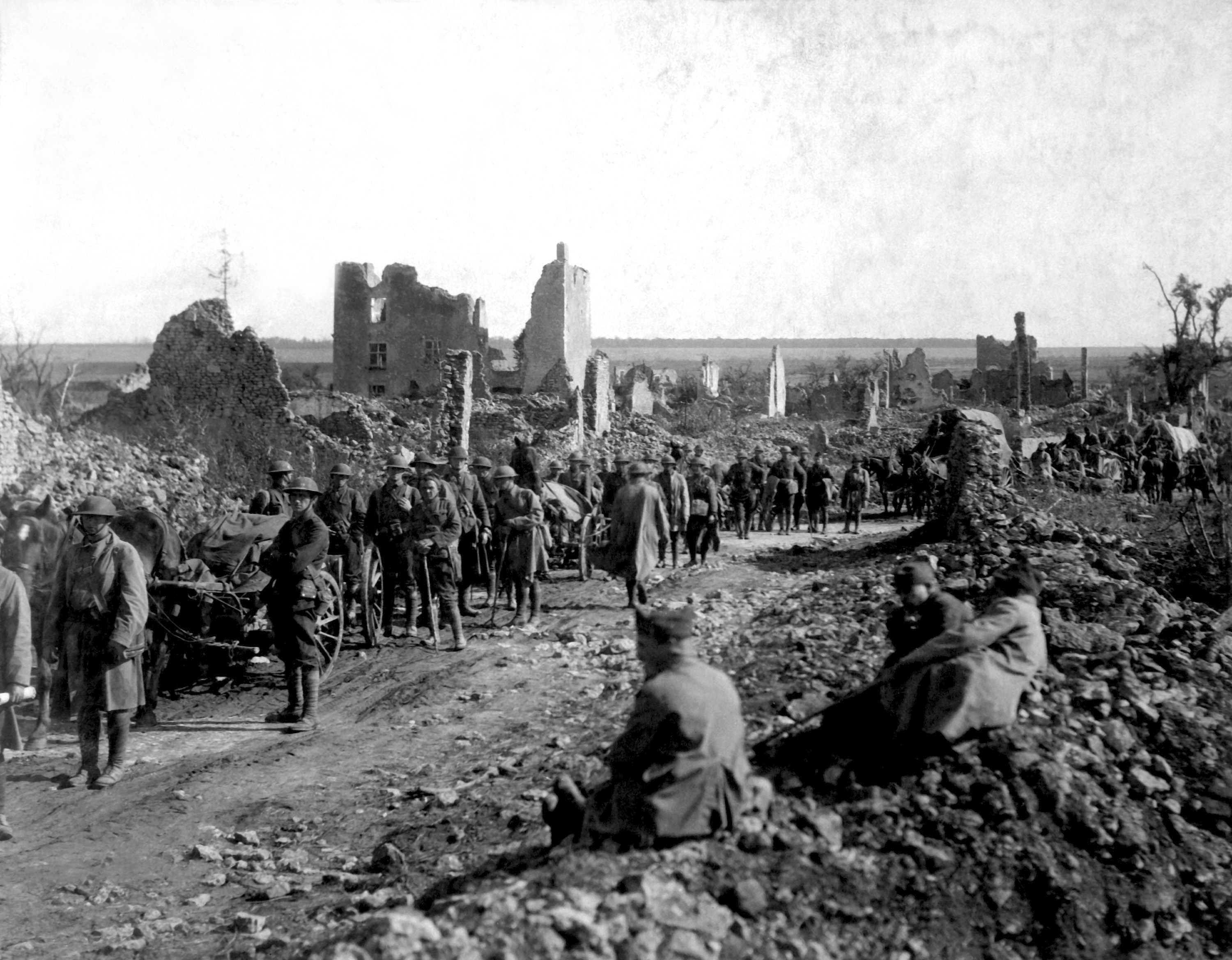
Le bataillon de mitrailleurs du 18e RIUS à Saint-Baussant au cours de l'avance vers Saint-Mihiel, 13 septembre 1918.
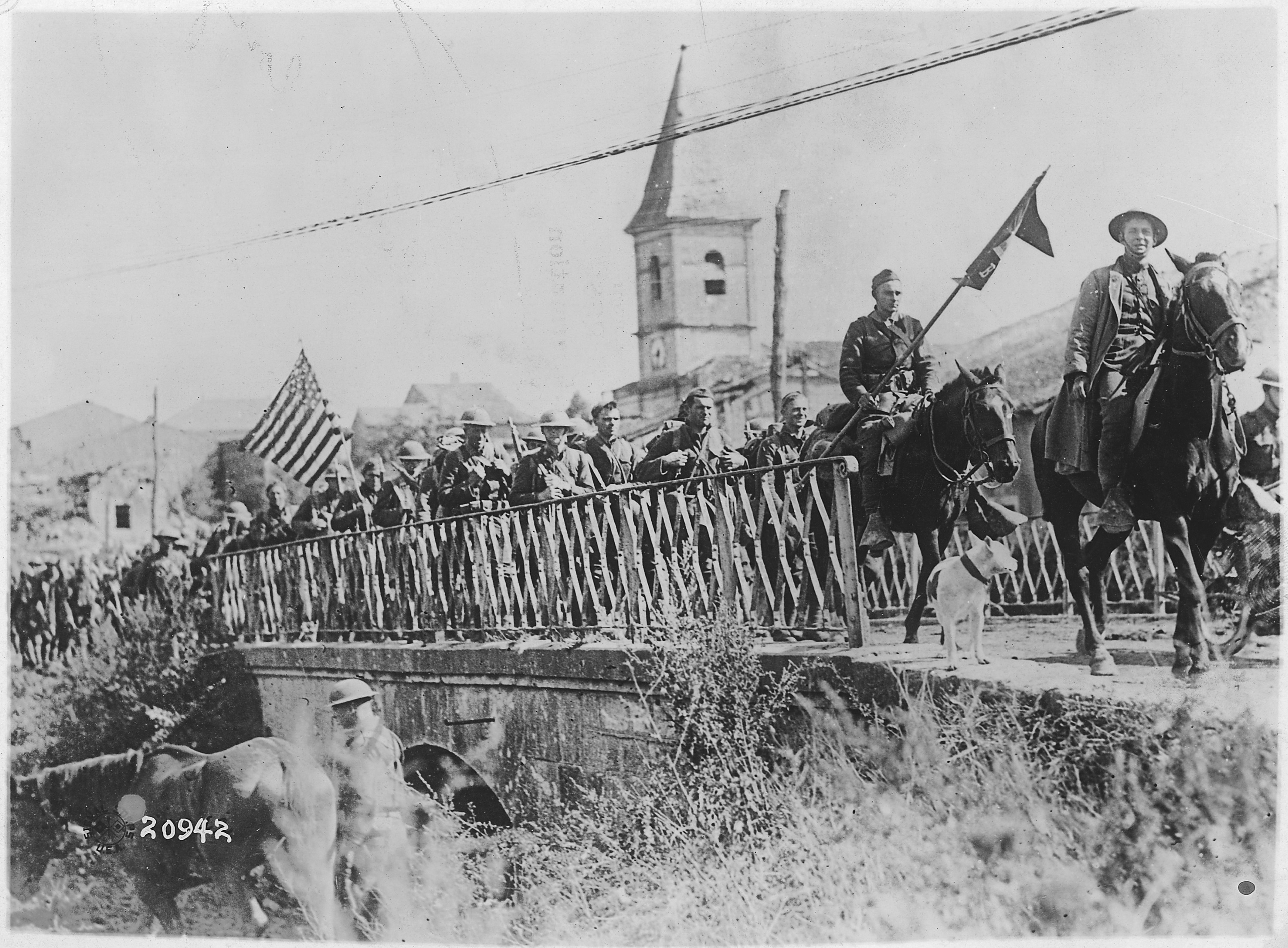
Des soldats américains redescendent du front, secteur de Saint-Mihiel, septembre 1918.
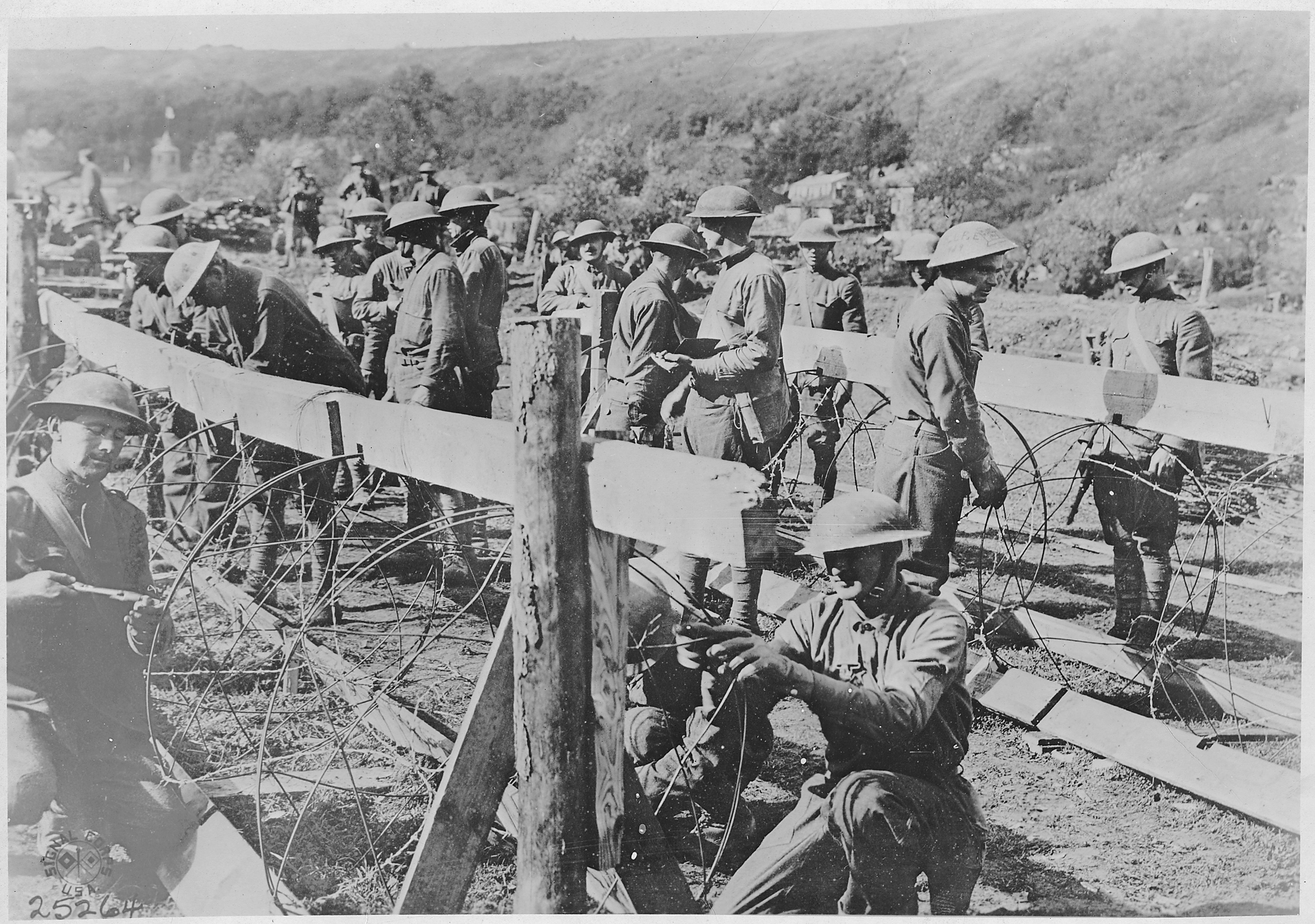
Des soldats américains du génie mettent en place des barbelés dans le saillant de Saint-Mihiel en septembre 1918.
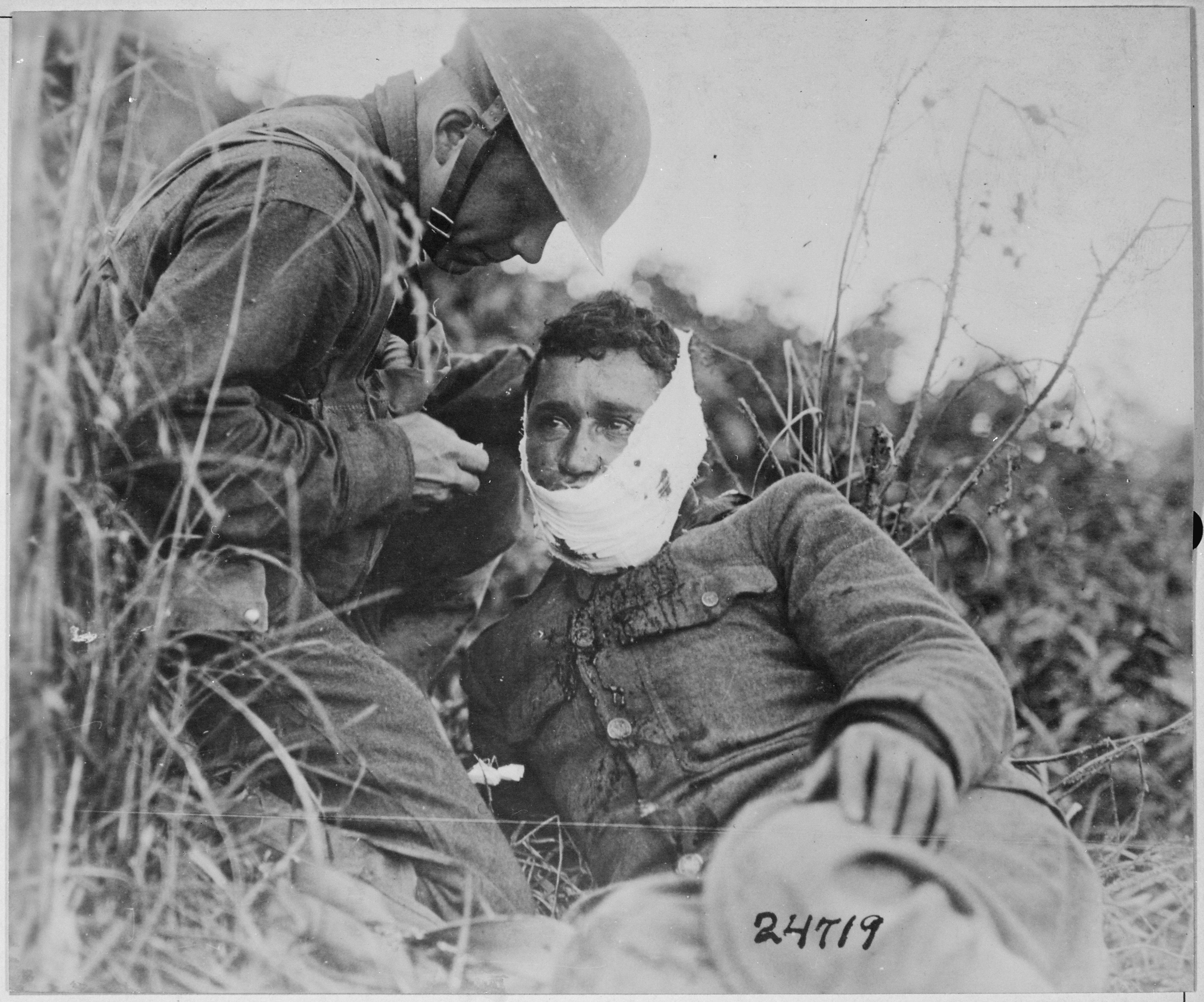
Soldat américain blessé le 26 septembre 1918 à Varennes-en-Argonne.

Dix jours plus tard, 500 000 Américains, 100 000 Français, 2 780 pièces d'artillerie, 380 chars et 840 avions s'engagent dans l'offensive Meuse-Argonne.
Fin septembre 1918, se rendant compte de la nécessaire liaison à établir entre les zones de combats de Champagne et de Meuse, les combattants s’engagent dans la forêt d’Argonne, notamment sur la route de la Haute Chevauchée. Les Allemands ont pour objectif de forcer le passage en Argonne pour atteindre l’axe Châlons – Verdun et la voie ferrée Sainte-Menehould – Verdun afin d’encercler Verdun et de désorganiser la logistique française.
Malgré de lourdes pertes du 26 septembre au 10 novembre, l'offensive rejette l'armée allemande au nord du département de la Meuse. Cet engagement massif de près d'un million d'Américains livrant leur première grande bataille hors de leur pays passant en Meuse, accélère la fin de la guerre.

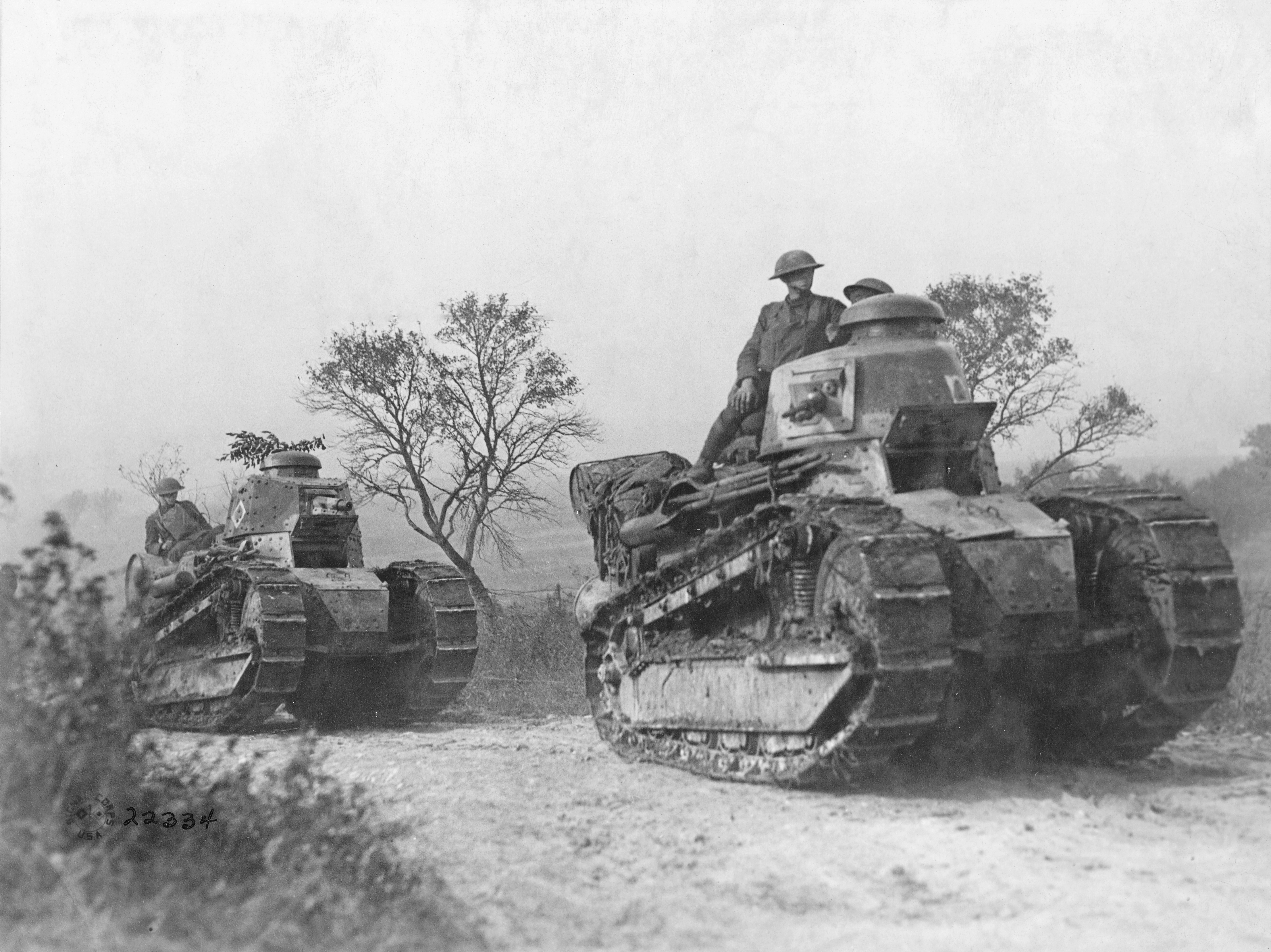
Soldats américains montant en ligne dans la foret d'Argonne sur des chars Renault FT, France, 26 septembre 1918.
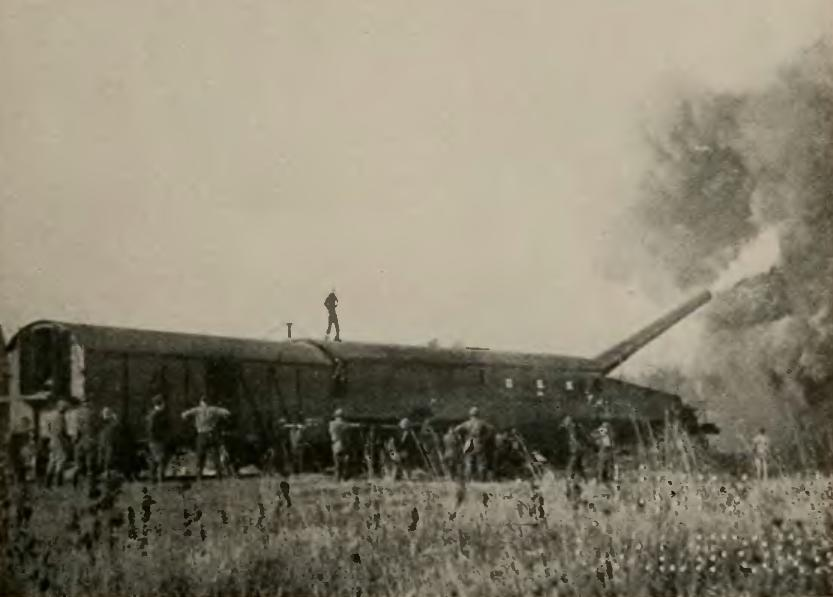
Canon lourd de 14 pouces sur voie ferrée à Thierville, septembre 1918. 5 de ces engins servis par des canonniers de la marine américaine ont été utilisés durant les 3 derniers mois de la guerre.
Équipage américain d'un Renault FT, offensive Meuse-Argonne, 1918.
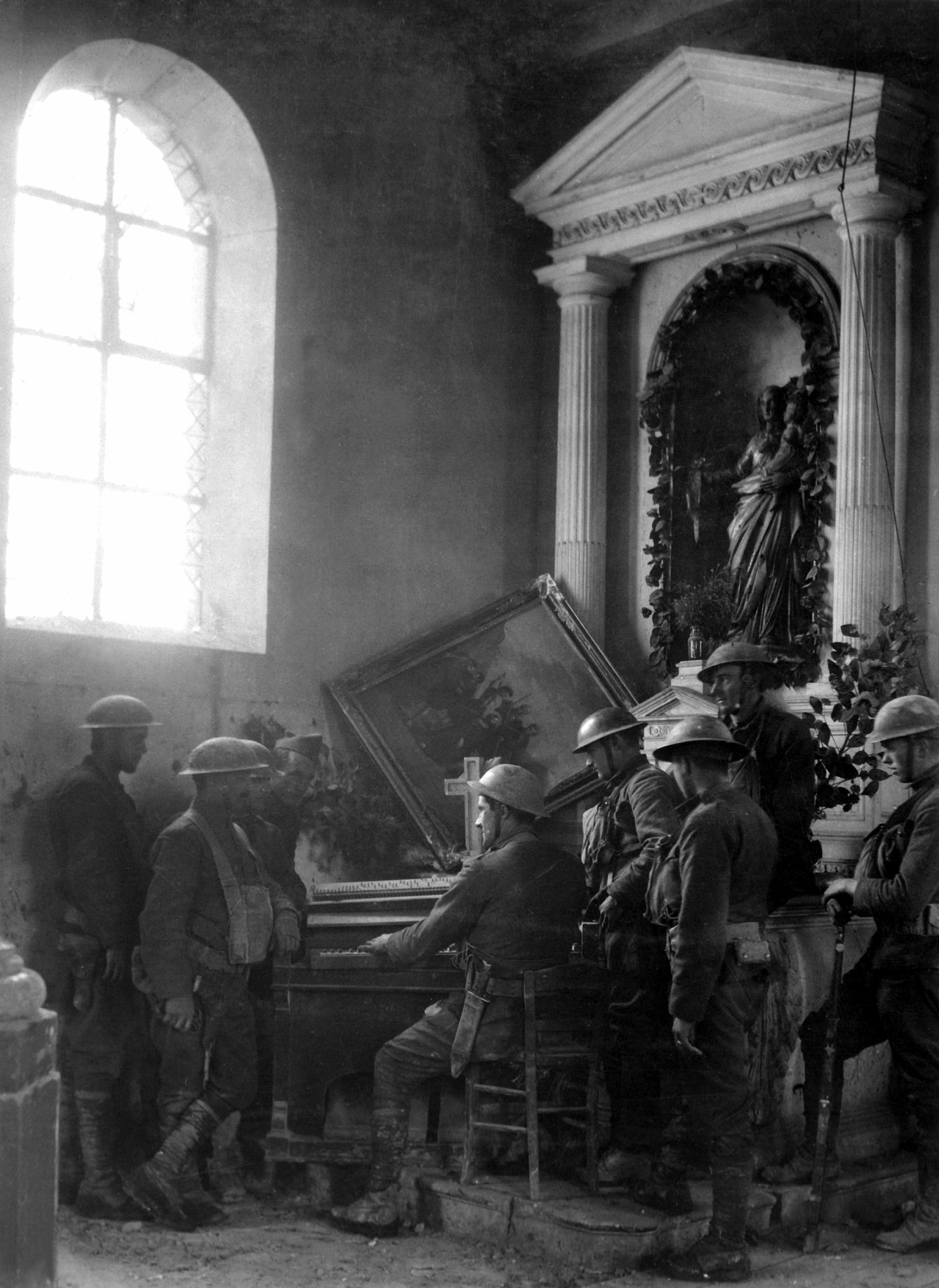
Des soldats américains jouent de l'orgue dans une église après les combats, Exermont, Argonne, 11 octobre 1918.

## Pourparlers de paix
Le 28 septembre 1918, Erich Ludendorff annonce à Paul von Hindenburg qu’il doit demander la paix au président américain Wilson, jugé plus accommodant que les dirigeants franco-britanniques. Les politiques tergiversent, mais une note est finalement envoyée dans la nuit du 3 au 4 octobre. Sans consulter ses partenaires, Wilson répond le 8 octobre par un questionnaire sur les intentions allemandes. Un certain flottement règne parmi les alliés, partagés entre l’inquiétude et la colère devant l’initiative américaine. Le président de la République française Raymond Poincaré craint « qu’on ne coupe les jarrets de nos troupes par un armistice, si court soit-il ». Il ne croit pas à ces « fausses négociations ».
Le 12 octobre, le gouvernement allemand de Max von Baden répond favorablement à Wilson. Le 14, sans doute encouragé par cette prise de contact, le président américain envoie une seconde note, toujours sans consulter quiconque. Les exigences de Wilson sont très floues, il n’est pas fait mention de l’Alsace-Lorraine. Chez ses alliés, c’est la consternation, mais Ludendorff reprend espoir : peut-être tout n’est-il pas perdu pour l’Allemagne ? Une vague réponse est envoyée le 20, mais, le 23, l’Américain se montre soudain d’une fermeté inattendue. Hindenburg juge que les conditions qu’il propose sont « inacceptables ». Désormais persuadé que tout est perdu, Ludendorff démissionne dans l’indifférence.
Pendant ce temps, Foch prépare une offensive contre le Sud de l’Allemagne pour le début 1919 dont l'objectif pour l'armée américaine est Metz et la Lorraine. Mais l’agitation révolutionnaire qui a gagné l’intérieur du pays effraie les officiers impériaux : tous redoutent de voir leur pays subir le même sort que la Russie en pleine révolution. La défaite semble finalement moins grave que le bolchevisme. De plus, à la suite de l'offensive de l'expédition de Salonique, les partenaires de l'Allemagne signent tour à tour l'armistice avec les Alliés (la Bulgarie le 28 septembre 1918, l'Empire ottoman le 30 octobre et l'Autriche-Hongrie le 3 novembre). Ainsi, le 5 novembre, un mémorandum, cette fois-ci rédigé par tous les Alliés, parvient à Berlin. Les conditions en sont jugées acceptables et, le 7, des émissaires allemands se présentent devant les lignes françaises. Le délai pour l’acceptation étant de trois jours, et Foch ayant refusé un cessez-le-feu immédiat, les combats continuent jusqu’au 11 novembre.
Enfin, l'armistice est signé à 5 h 15 et à 11 h, les clairons sonnent officiellement la fin de la Grande Guerre.

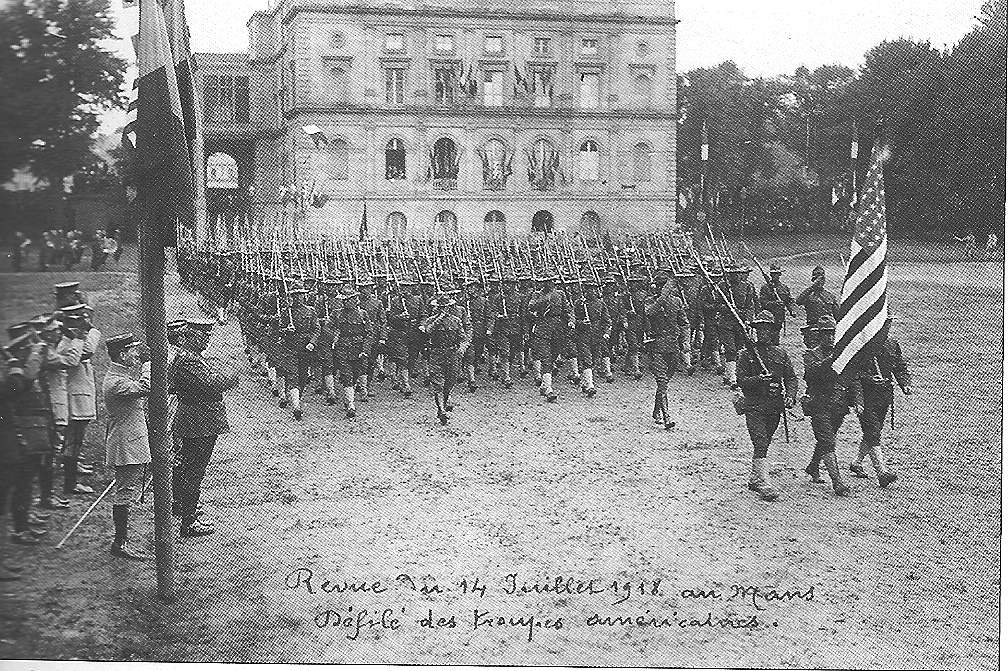
Défilé le 14 juillet 1918 au Mans des troupes américaines.
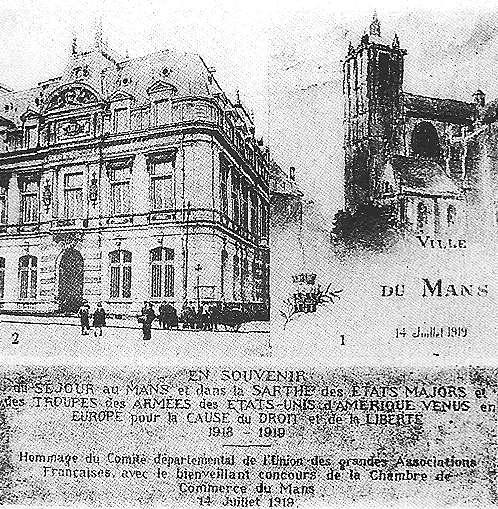
Plaque commémorative posé le 14 juillet 1919 au Mans pour rappeler le passage et le séjour dans la Sarthe des forces américaines qui ont dépassé le chiffre de 1 650 000 hommes.

Photo ci-dessus :
«  Pour rappeler que le passage et le séjour dans la Sarthe d'effectifs américains qui ont dépassé le chiffre de 1 650 000 hommes a été un événement considérable au point de vue de l'histoire régionale, une plaque fut posée à la bourse du commerce au Mans (La Sarthe, 13 juillet 1919). »

## L’aide américaine

### Les colis
Un très grand nombre de colis sont envoyés par des Américains, simples citoyens ou associations, pour soutenir les civils et les soldats en France.
On peut évoquer le La Fayette Fund, qui s'est occupé d'envoyer dans les tranchées des paquetages La Fayette (30 000 La Fayette Kits pendant l'hiver 1914-1915 ; 75 000 acheminés de 1914 à 1917)…

### Les dons
Avant l'entrée en guerre des États-Unis, les dons atteignent une telle ampleur qu'ils obligent l'ambassadeur des États-Unis en poste en France, en août 1914, à mettre sur pied un comité central chargé d'organiser la coordination et la distribution des secours américains. Ce comité américain avait pour rôle essentiel de faire connaître les besoins réels de la France et de ses alliés, de recueillir et de faire transporter les dons en nature, d'acheter et d'expédier les articles nécessaires avec l'argent versé.
Du côté français, les dons affluent à l'ambassade de France à Washington et rapidement un comité français de distribution est mis en place. Des vêtements, des aliments, des pansements, du tabac, des cadeaux de Noël pour les enfants, etc., sont offerts par un nombre considérable d’associations et de fondations et d'innombrables particuliers.
Un autre comité américain de coordination et de distribution fut créé à New York.

### Les ambulances

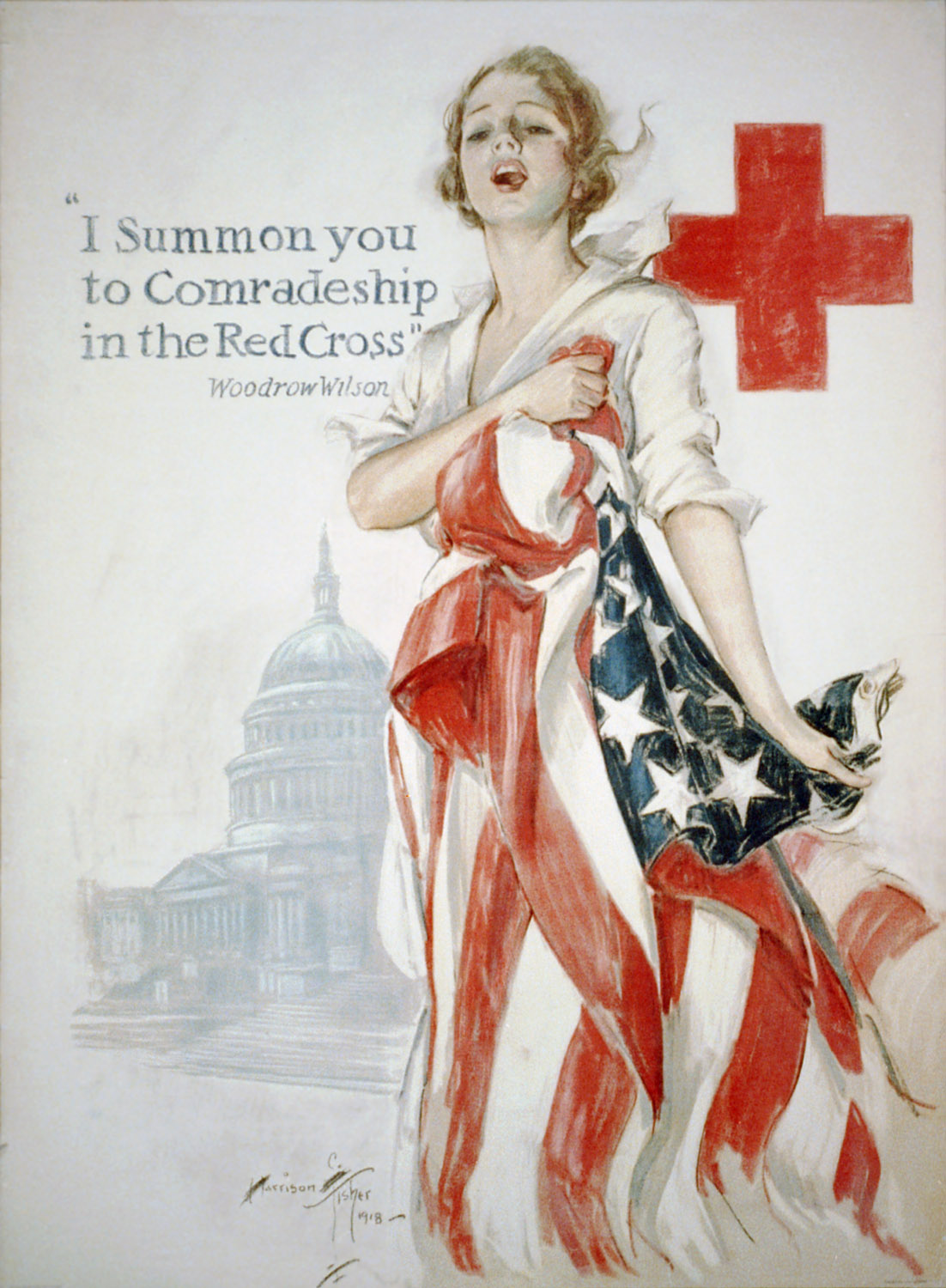
Affiche de la Croix-Rouge américaine en 1918.

Des volontaires des services médicaux, médecins et personnels spécialisés, se regroupent au sein de l'Ambulance américaine de Paris qui s'organise très rapidement autour de l'hôpital américain de Neuilly. En fait l'Ambulance américaine de Paris est le nom de l'annexe mise en place pour secourir les blessés du front, qui s'installe dans les locaux du lycée Pasteur de Neuilly, tandis que l'hôpital américain historique reste ouvert aux civils.
De son côté, l'American Volunteer Motor Ambulance, créé par Richard Norton, un ancien d'Harvard, transporte 28 000 blessés durant la première année du conflit. Ainsi de jeunes Américains volontaires jouent un rôle significatif dans l’évacuation des soldats Français lors de la bataille de Verdun en 1916 et 1917.
Dès 1915, bien avant l'entrée en guerre officielle des États-Unis(le 6 avril 1917), des ambulanciers américains volontaires viennent secourir et transporter les Poilus blessés, sous le feu de l'ennemi, au volant de leurs Ford T. Les sections sanitaires reçoivent un statut le 14 mars 1915 par décret et un office des sections sanitaires est créé. Les principales associations américaines sont l'American Ambulance Field Service et l'American Red Cross.
Au début de 1917, l'American Ambulance Field Service comptait plus de 200 voitures conduites par des volontaires. En avril 1917, le Motor Ambulance Corps possédait plus d'une centaine de véhicules, les ambulanciers avaient transporté 28 000 blessés en un an.
La plupart des volontaires sont issus des grandes universités américaines ; lorsqu'ils veulent devenir des combattants, ils s'engagent souvent dans l'aviation, dans l'escadrille Lafayette avant avril 1917, puis dans les unités de l'aviation de l'armée des États-Unis après la déclaration de guerre.
De nombreux ambulanciers sont des hommes célèbres, comme Ernest Hemingway.

### Marie Curie et la radiologie
Lorsque la Première Guerre mondiale éclate, Marie Curie, s'identifie au combat des Alliés contre les empires centraux. Elle souhaite mettre ses travaux sur la radioactivité et ses effets en médecine au service du secours des blessés du front. C’est pourquoi elle organise le premier service de radiologie mobile.
Aux côtés d’Antoine Béclère, directeur du service radiologique des armées, elle développe l'utilisation de la radiologie médicale et participe notamment à la conception d’unités chirurgicales mobiles, dix-huit voitures (achetées grâce à des fonds américains) sont équipées en unités mobiles de radiographie, surnommées les « petites Curies », elles sont envoyées sur le front.
Plus de deux cents salles de radiologie sont installées dans les hôpitaux des armées, qui ont secouru ainsi plus d'un million de blessés. Enfin, plus de 150 spécialistes, dont une vingtaine d'Américains, sont formés par Marie Curie, sa fille Irène et leur équipe, aux techniques de radiologie à l’Institut du Radium (qui deviendra plus tard l’Institut Curie).
Dans le cadre de l'engagement américain, un vaste effort d'infrastructures médicales est engagé. L'AEF met en place de nombreux hôpitaux et des services d'évacuation sanitaires. Les équipements américains sont à la pointe du progrès technologique et la radiographie est aussitôt utilisée par les médecins de l'American Expeditionary Force.
De nombreuses associations privées américaines étaient déjà engagées dans les services de santé. La mise en application des techniques modernes de Marie Curie rencontra une bonne réception de la part de l'opinion publique américaine et de nombreux techniciens ainsi que des dons vinrent soutenir cette initiative.

### L’aide alimentaire
De nombreux particuliers participèrent à ce que l'on appelle aujourd'hui des ONG pour venir en aide aux populations civiles prises dans ce conflit. L'un des plus connus est Herbert Hoover, futur président des États-Unis, qui, après avoir contribué à l'évacuation des 120 000 civils américains coincés en Europe au déclenchement du conflit, présida la Commission for Relief in Belgium (CRB) créée en octobre 1914 grâce à l'appui des ambassadeurs d'Espagne et des États-Unis en Belgique, Villalobar et Brand Whitlock.
Cette organisation s’occupa de ravitailler la Belgique et le Nord de la France occupée soit environ 10 millions de personnes avec un budget mensuel d'environ 12 millions de dollars de dons publics et privés et continua son rôle après l'entrée en guerre officielle des États-Unis à travers d'autres associations.

### L'éducation
Signalons après-guerre la constitution de la Belgian American Educational Foundation (BAEF) (héritière de la Commission for Relief in Belgium (CRB), une organisation destinée à restaurer l'enseignement universitaire en Belgique meurtrie par la guerre, qui finança entre autres la construction du bâtiment A de l'Université libre de Bruxelles. Tout comme la CRB, elle fut très active dans l'organisation d'échanges d'étudiants entre les États-Unis et la Belgique : en 1938, 14 % des membres du personnel des universités belges étaient allés aux États-Unis sous les auspices de la fondation.

## Le bilan du premier engagement américain en Europe
Pour la première fois de leur histoire, les États-Unis se sont engagés dans un conflit important extérieur au territoire américain. Ils ont amené une nouvelle façon de concevoir la politique mais ils ont échoué. La vision américaine ne s'est pas complètement imposée : le traité de Versailles est signé et crée un esprit de revanche du côté allemand. Il faut toutefois noter que l'indulgence américaine, qui jugeait les Français « hystériques » vis-à-vis des Allemands quant au respect de ces clauses, a grandement aidé l'Allemagne à se préparer pour le conflit suivant. la république de Weimar montrera une mauvaise foi récurrente sur ses capacités de remboursement, et dès le milieu des années 1920, elle transgresse, faute du contrôle strict réclamé par la France, les clauses relatives à la limitation de l'armée.

### Les pertes humaines

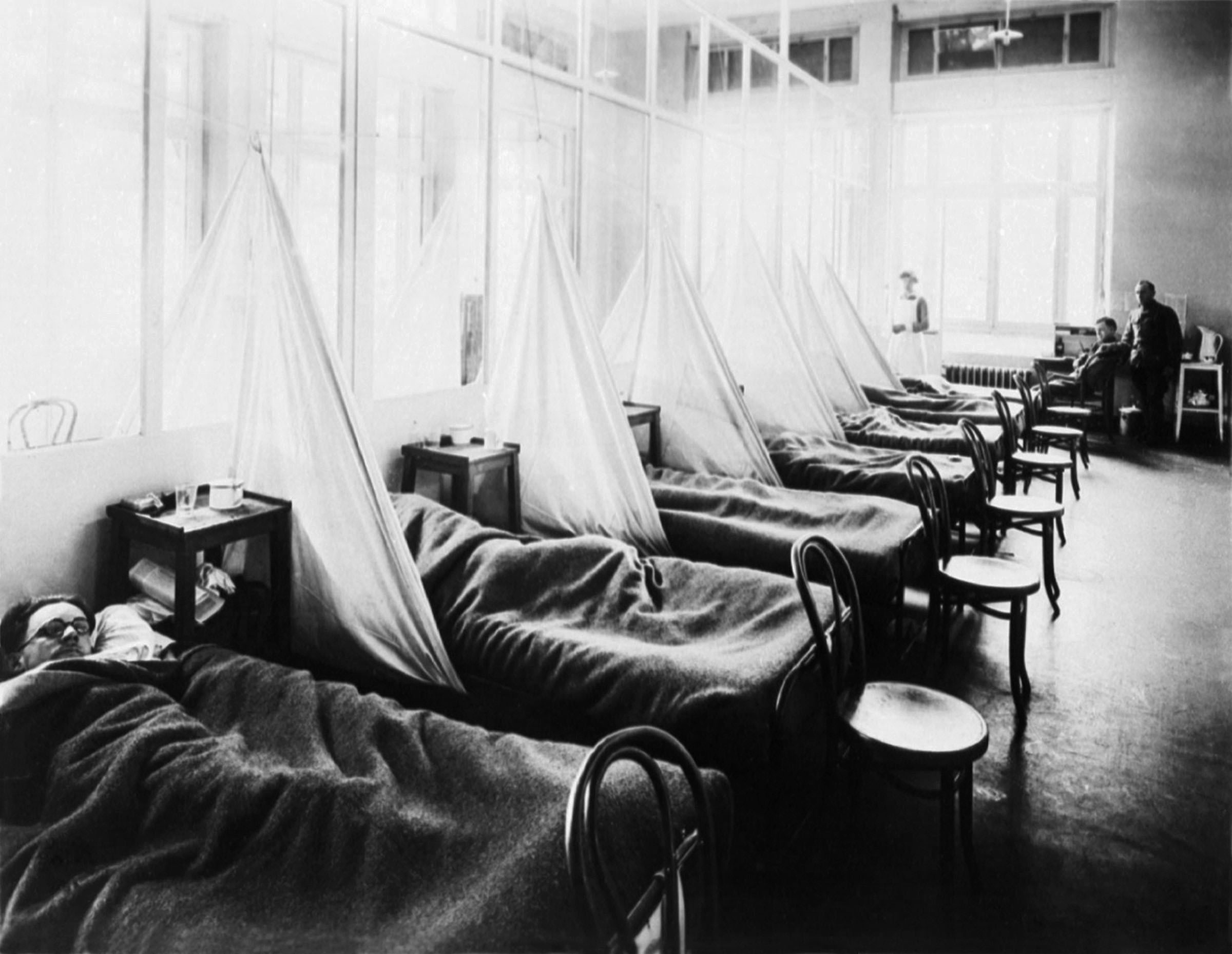
Malades de la grippe espagnole à l'U.S. Army Camp Hospital No. 45 à Aix-les-Bains.

Les écarts d'estimations sur les pertes humaines sont relativement importantes selon les sources. Ils sont en principe la conséquence des méthodes de calcul (assimilation ou non des disparus dans la colonne des morts) mais également des éventuelles erreurs ou approximations commises par les responsables du comptage. Voici des chiffres tirés de plusieurs sources :
- Total des troupes américaines mobilisées : 4 355 000.
- Total des soldats américains tués : 126 000.
- Total des soldats américains blessés : 234 300.
- Total des soldats américains portés disparus : 4 526[53].
- Total des soldats américains prisonniers de guerre : 2 450 [54]

Les forces américaines ont perdu, selon les statistiques officielles arrêtés au 31 décembre 1918, 116 516 hommes (53 402 tués au combat et 63 114 morts accidentelles ou de maladies), la grippe de 1918 ayant fait des ravages, et eurent 206 000 blessés durant ce conflit dont 431 tués et 819 blessés pour l'US Navy, 2 461 tués et 9 520 blessés pour les Marines. Il faut rajouter à ces chiffres 192 tués dans l'US Coast Guard et 629 dans la marine marchande ainsi que quelques centaines de civils dont les 198 victimes du naufrage du RMS Lusitania.
Un soldat américain, Henry Gunther, est considéré comme la dernière victime de ce conflit.

### L'effort financier

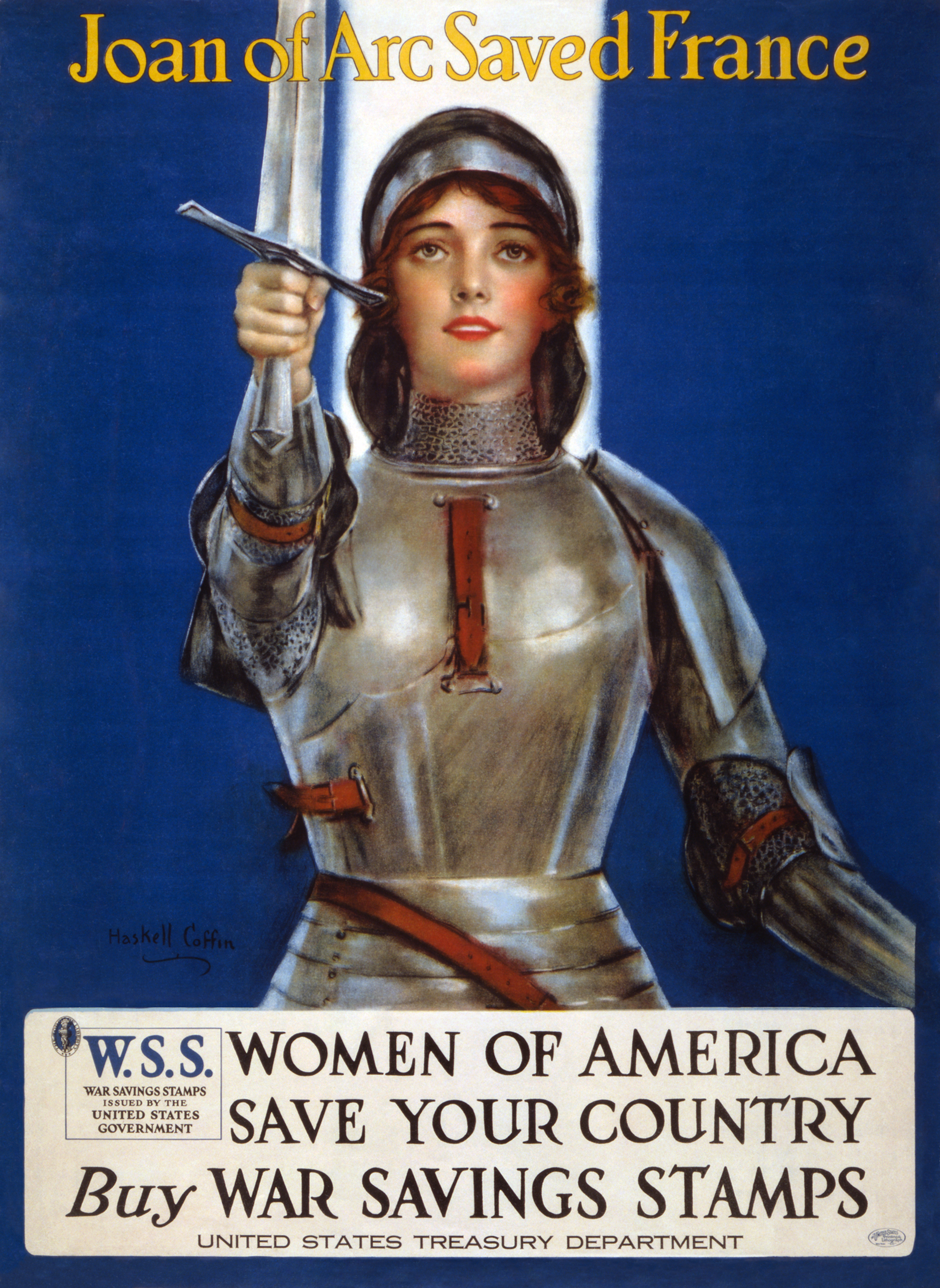
« Jeanne d'Arc a sauvé la France. Femmes d'Amérique, sauvez votre pays en achetant des bons de guerre ». Affiche incitant les femmes américaines à acheter des bons de guerre en 1918.

Selon une étude parue en 2001, la guerre a coûté 
597 milliards de dollars américains (valeur actuelle) à l'administration américaine ; 33 milliards valeur 1918 (
561 milliards aujourd'hui) en comptabilisant les prêts aux nations alliées. En comparaison, l'effort massif durant la Seconde Guerre mondiale a coûté 360 milliards en valeur constante soit 6 685 milliards actuels,.
La dette publique des États-Unis a fortement augmenté durant cette période :
| 1er juillet 1916 : | 3 609 244 262,16 $  |
| 1er juillet 1917 : | 5 717 770 279,52 $  |
| 1er juillet 1918 : | 14 592 161 414 $    |
| 1er juillet 1919 : | 27 390 970 113,12 $ |

### L'armistice et la fin de la guerre

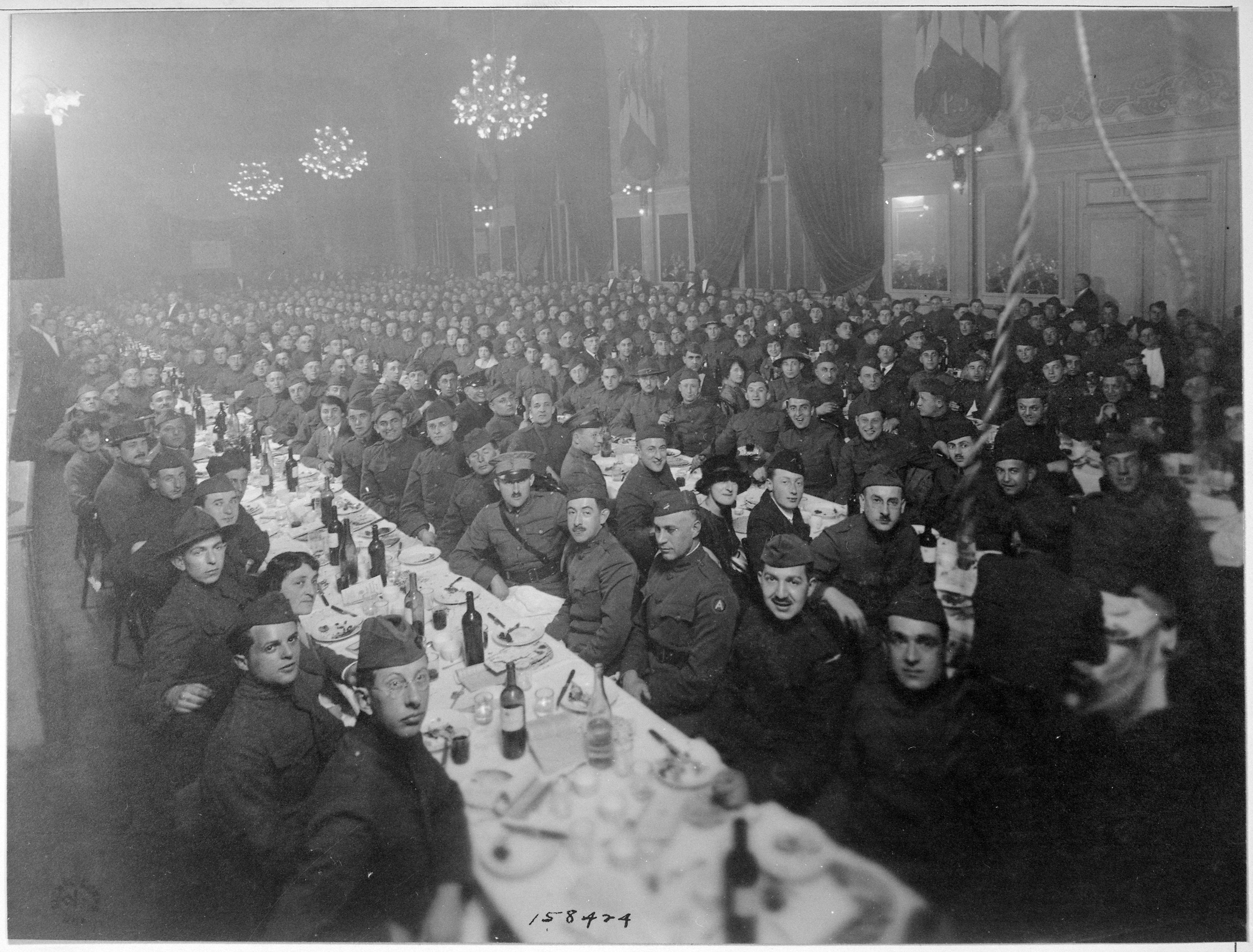
Soldats juifs des Forces expéditionnaires américaines célébrant la pâque juive à Paris, avril 1919

En 1917, Philippe Pétain, commandant en chef des armées du Nord et du Nord-Est, attend « les Américains et les chars » pour se lancer dans les offensives victorieuses qui mettront fin à cette guerre, qui est censée être la dernière.
Avec l'arrivée en masse d'un contingent américain composé de soldats jeunes, athlétiques et bien équipés, les opérations prévues pour la fin de l'année 1918 et pour 1919 visent l'occupation de l'Allemagne et sa transformation en république.

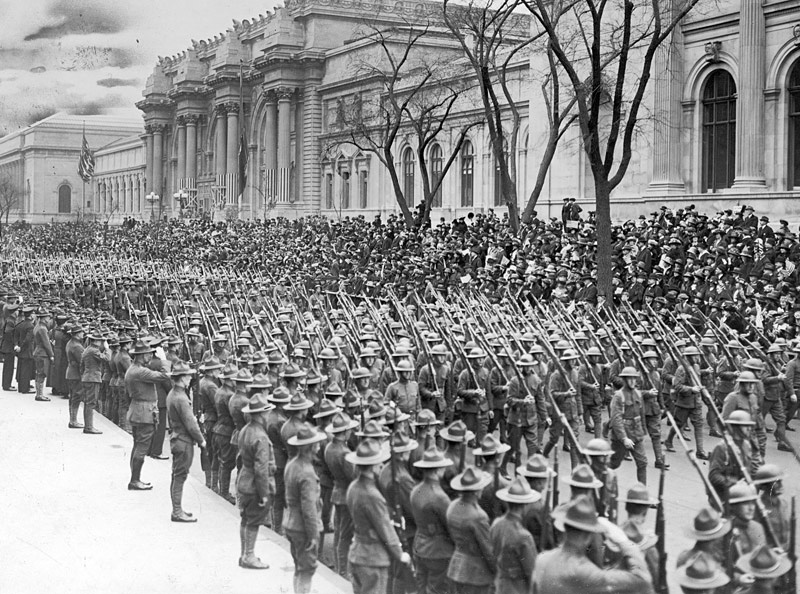
Défilé du 28 avril 1919 du 69e régiment pour son retour à New-York.

L'armistice du 11 novembre 1918, à la demande de l'Allemagne, met fin aux préparatifs d'offensive de 1919. Pétain et Pershing s'en montrent assez déçus. Pour les Américains, la conclusion du conflit par le traité de Versailles amène une amère désillusion. L'impression que les vainqueurs de la guerre ne partagent pas les idéaux américains conduit le Congrès à rejeter le traité de Versailles et à refuser l'entrée des États-Unis à la Société des Nations.
Les États-Unis, notamment Wilson, veulent construire une Europe démocratique qui respecte « le droit des peuples à disposer d'eux-mêmes » comme il l'indique dans son discours du 8 janvier 1918 où il présente en quatorze points son programme pour mettre fin à la Première Guerre mondiale et reconstruire l'Europe.
Malgré l'investissement massif des États-Unis, les Américains n'ont pas réalisé leur objectif. L'Europe pacifiée ne commencera à voir le jour qu'après la Seconde Guerre mondiale et sera finalement une réalité après la chute du mur de Berlin et la libération de l'Europe de l'Est.

### Le Soldat inconnu américain
Le choix d’un soldat inconnu américain est fait parmi les corps enterrés dans quatre cimetières américains : Bois Belleau dans l'Aisne, Romagne-sous-Montfaucon et Saint-Mihiel dans la Meuse et Bony dans la Somme.
Il doit être inhumé au cimetière militaire national d’Arlington dans un tombeau construit à cet effet.

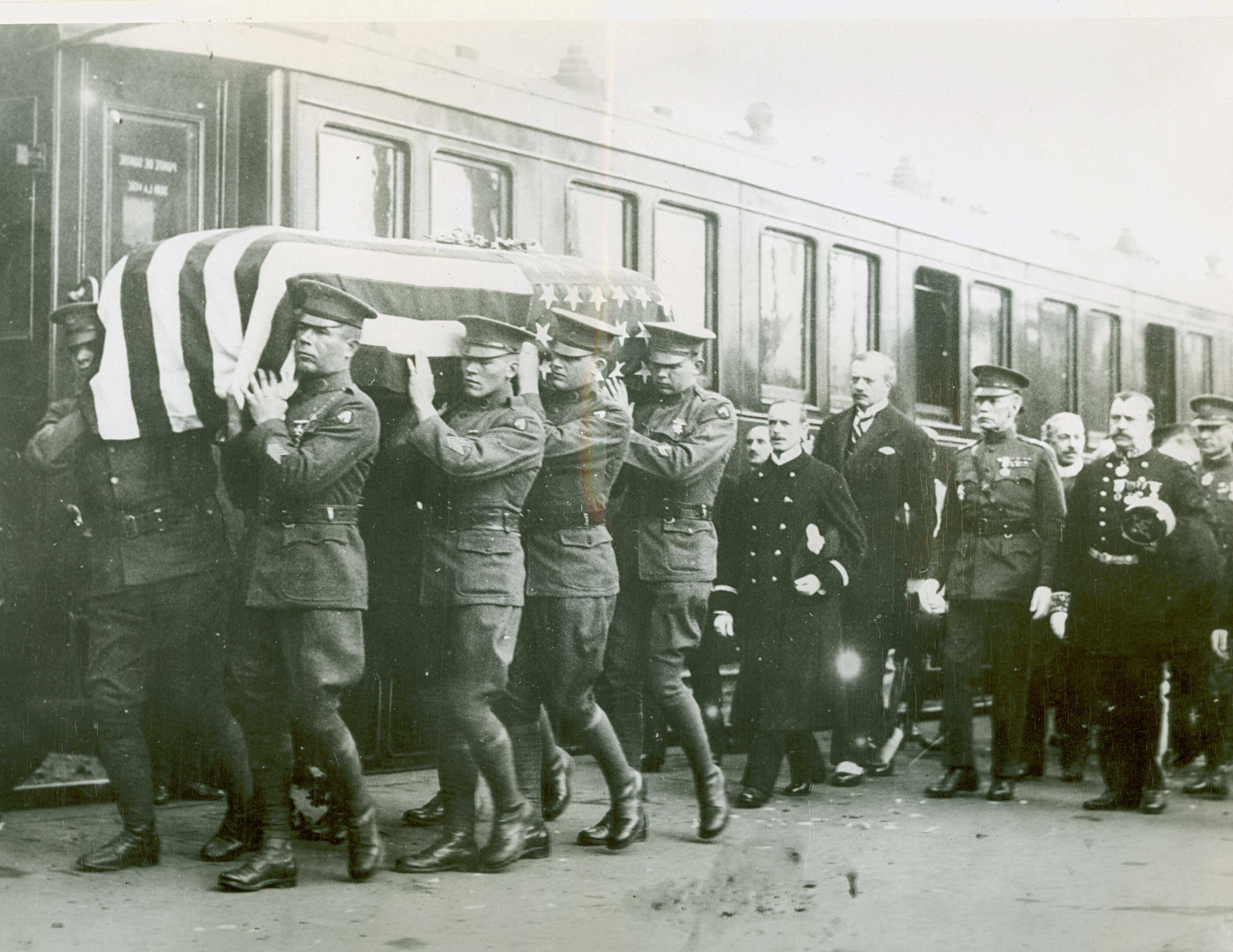
Rapatriement du corps du soldat inconnu américain à bord d'un train en France en 1921.

Le 24 octobre 1921, la cérémonie au cours de laquelle le soldat inconnu américain est choisi a lieu à Châlons-sur-Marne (aujourd’hui Châlons-en-Champagne). Châlons-sur-Marne, avec ses installations militaires et qui est un important nœud de communication, fut au cœur du déploiement américain.
Les corps seront exhumés de quatre cimetières américains : bois Belleau dans l'Aisne, Romagne-sous-Montfaucon et Saint-Mihiel dans la Meuse et Bony dans la Somme.
La plaque suivante est déposée sur le cercueil embarqué pour les États-Unis : « An unknown American who gave his Life in the World War » (« Un inconnu américain qui donna sa vie dans la Guerre mondiale »).
Au cours de cette cérémonie, le maire de Châlons-sur-Marne, Joseph Servas, s'adresse à la délégation américaine en ces mots :

« Si vous avez choisi Châlons-sur-Marne pour la désignation du Soldat inconnu américain qui doit symboliser la vaillance de votre grande nation, c'est sans doute parce que notre ville se trouve à peu près égale distance des nécropoles où dorment ceux des vôtres qui se sont sacrifiés pour la civilisation. Mais c'est qu'aussi, je veux le croire, sans se trouver sur la même ligne du feu, elle en était assez proche pour devenir un centre de défense et d'attaque, c'est ici que se sont élaborés les plans, c'est d'ici que sont partis les ordres qui devaient briser la suprême offensive allemande et marquer le début de la victoire finale. . . Il n'est pas un Français, grand ou petit, qui ne sache ce qu'il doit à la libre Amérique… Vos soldats, coude à coude, ont mêlé leur sang au sang des Français et leur courage enflammé a sa part dans la victoire commune…. Au nom de la ville de Chalons, je dépose respectueusement sur le cercueil du Soldat inconnu, cette modeste palme, offrande d'admiration et de reconnaissance à la Nation amie. »

Le général Allen, membre de la délégation américaine, prend à son tour la parole :

« Au nom de mon gouvernement et plus particulièrement au nom de tous ceux qui, aux États-Unis ont été cruellement éprouvés pendant la Guerre mondiale par la perte d'êtres qui leur étaient chers, je veux vous exprimer ma plus profonde reconnaissance pour la tendre sollicitude et les attentions dont vous nous avez entouré, en cette circonstance… Mon gouvernement ne désirait qu'aucune cérémonie officielle ait lieu ici, mais connaissant l'âme française et sa sincère sympathie pour le soldat américain, je ne suis pas surpris de votre noble et émouvant témoignage à l'occasion du départ du champion de vos droits, de nos droits. La scène dont nous sommes actuellement les témoins confirme encore la conviction que nous avions que nos sentiments réciproques sur lesquelles les années ont imprimé leur sceau, sont plus forts que jamais et les liens, cimentés par la sanglante lutte qui s'est déroulée sur votre sol, seront éternels. Permettez que je vous exprime, à vous tous, de cette belle région de la Marne, assemblés ici, aujourd'hui, les remerciements les plus pieux et les plus chaleureux de la nation des États-Unis pour votre touchante démonstration à la mémoire de son fils tombé au champ d'honneur. »

### Mémoire aux États-Unis
Selon Monique Seefried, commissionner à la World War I Centennial Commission,
La Première Guerre mondiale est une guerre oubliée aux États-Unis, de même que la Guerre de Corée par exemple. Malheureusement, la Première Guerre mondiale n’est pas bien représentée à Washington  —  le monument national se situe à Kansas City.

### Les lieux de mémoire américains en France

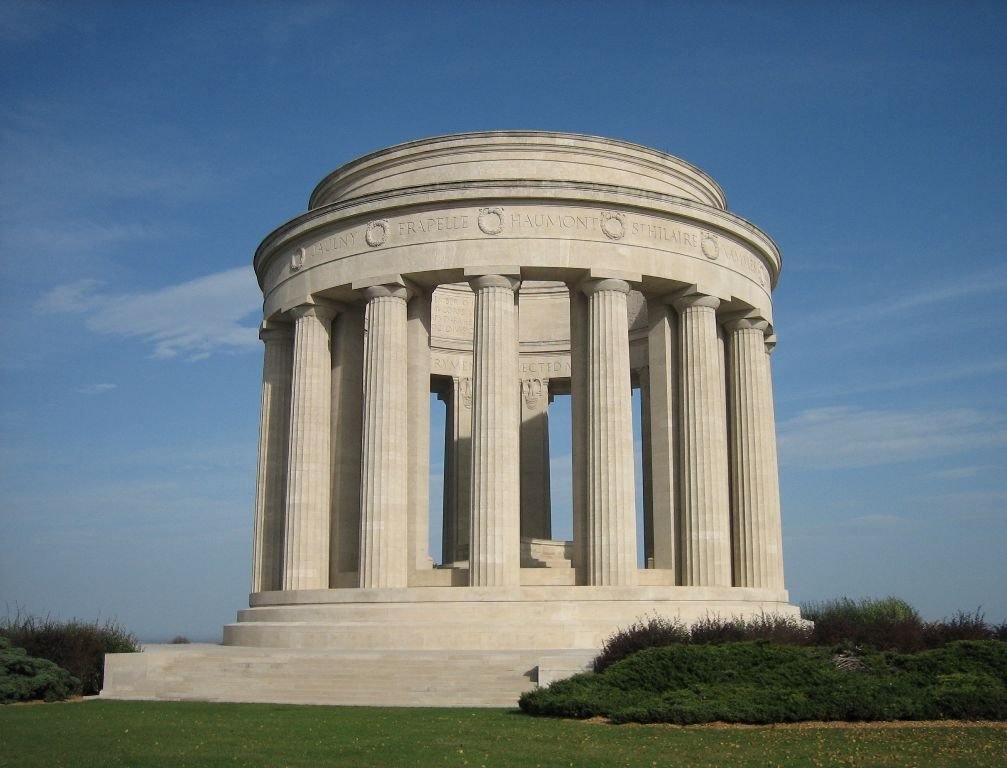
Monument dédié aux soldats américains : Montsec Monument.

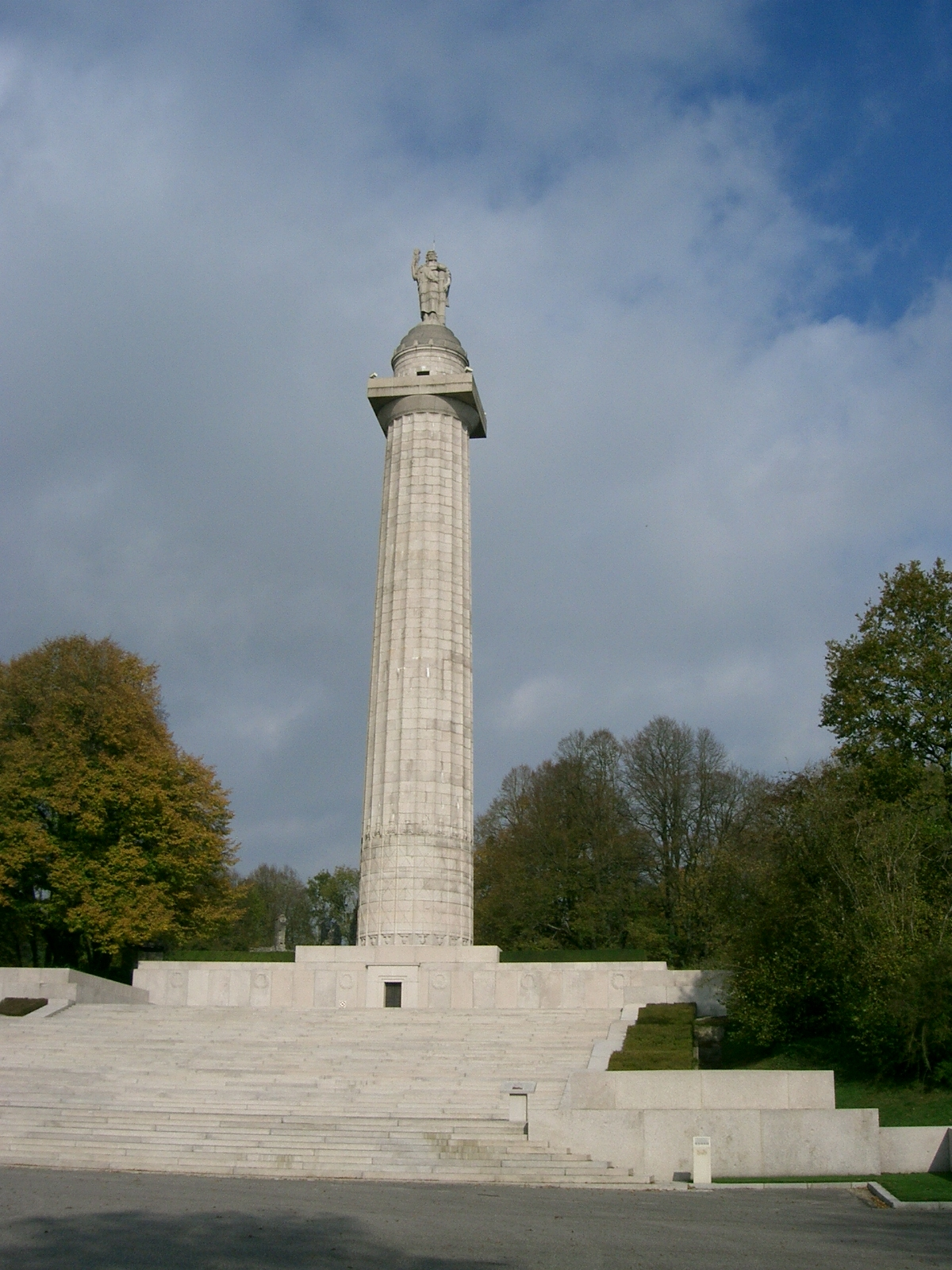
Monument aux soldats américains : Montfaucon Monument (offensive de l'Argonne, 1918).

En 1923, l'American Battle Monuments Commission est créée par décision du Congrès. C’est une agence autonome qui fait partie de la branche exécutive du gouvernement fédéral. Elle est la gardienne des monuments et des cimetières qui commémorent l’engagement des États-Unis d’Amérique à l’étranger. Elle honore le service, les réalisations et le sacrifice des forces armées des États-Unis. Son premier président est le général Pershing.
Au cours de l'entre-deux-guerres la commission est chargée de :
1. La conception, la construction, l'exploitation et l'entretien des cimetières militaires américains permanents dans les pays étrangers.
2. La mise en place et le maintien de mémoriaux, de monuments et de repères aux emplacements où les forces armées américaines ont servi outre-mer depuis le 6 avril 1917.
3. Le contrôle de la conception et de la construction des monuments et des marqueurs permanents de l’action de l'armée américaine qui sont érigés par des citoyens américains ou des organisations, tant publiques que privées, et encourager leur entretien[65].

À proximité des lieux mêmes des combats ou des lieux de leur installation, les autorités érigent des monuments imposants :
- Sommepy Monument, sis à Sommepy-Tahure (Marne)
- Montfaucon Monument, sis à Montfaucon-d'Argonne (Meuse)
- Souilly Marker, sis à Souilly (Meuse)
- Montsec Monument, sis à Montsec (Meuse)[66]
- Chaumont Marker, sis à Chaumont (Haute-Marne)
- Naval Brest Monument, sis à Brest (Finistère)
- Tours Monument, sis à Tours (Indre-et-Loire)
- Cantigny Monument, sis à Cantigny (Somme)
- Cimetière et mémorial américain de la Somme à Bony (Aisne
- Bellicourt Monument, sis à Bellicourt (Aisne)
- Château-Thierry Monument, sis à Château-Thierry (Aisne)

À Brest, principal port de débarquement et de réembarquement des troupes américaines et quartier-général de l'US Navy pendant la guerre, un monument fut érigé, le Naval Monument, pour commémorer l'action de la marine américaine.
À Saint-Nazaire le monument américain, une statue commémorant l’arrivée des troupes américaines en 1917, est réalisé par la sculptrice américaine Gertrude Whitney et est inauguré en 1926.
Ils furent souvent endommagés durant la Seconde Guerre mondiale et reconstruits par la suite.

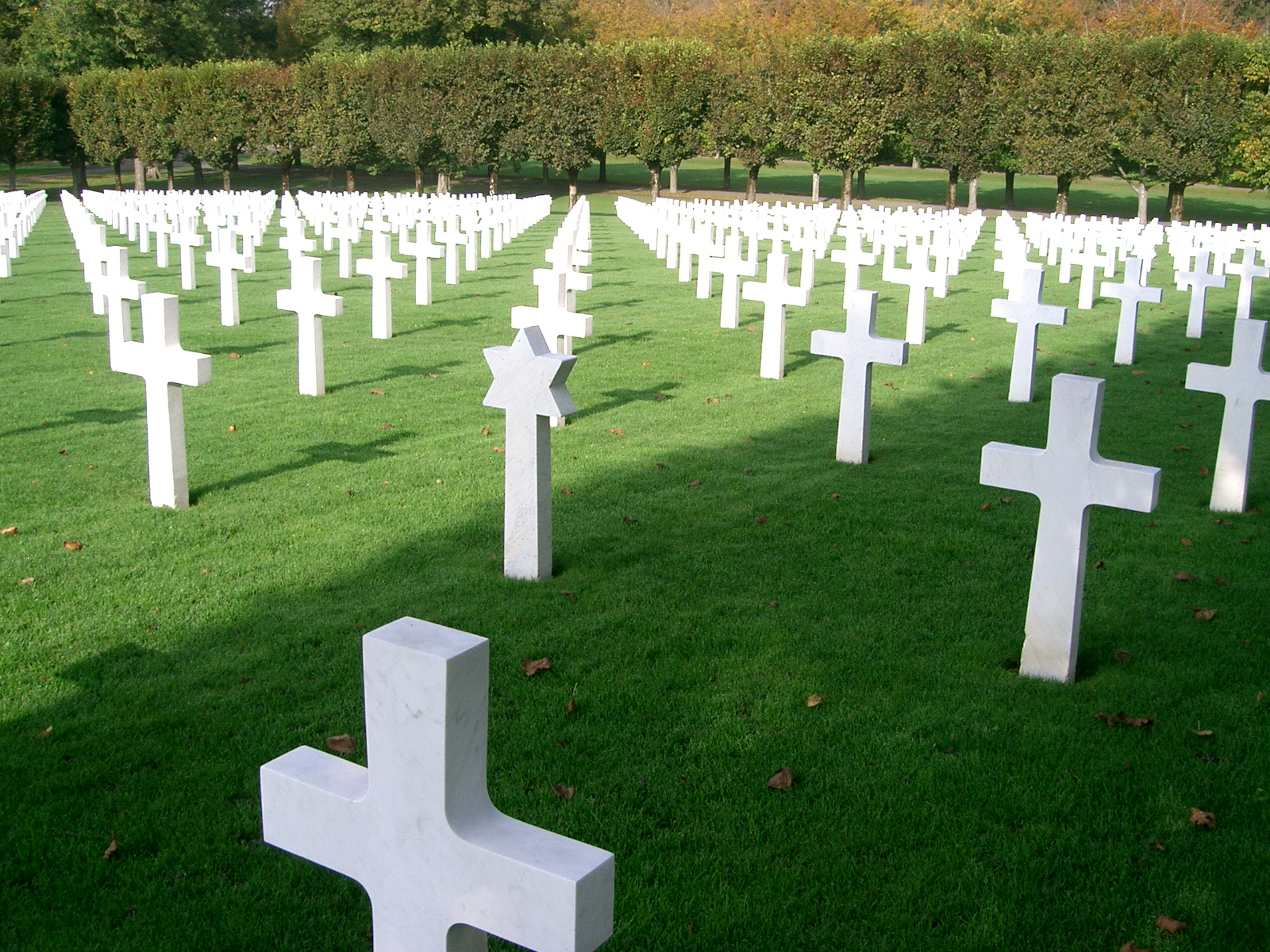
Cimetière américain de Romagne-sous-Montfaucon, celui où reposent le plus grand nombre de militaires américains décédés en Europe au cours des deux guerres mondiales avec un total de 14 246 soldats enterrés dans cette nécropole.
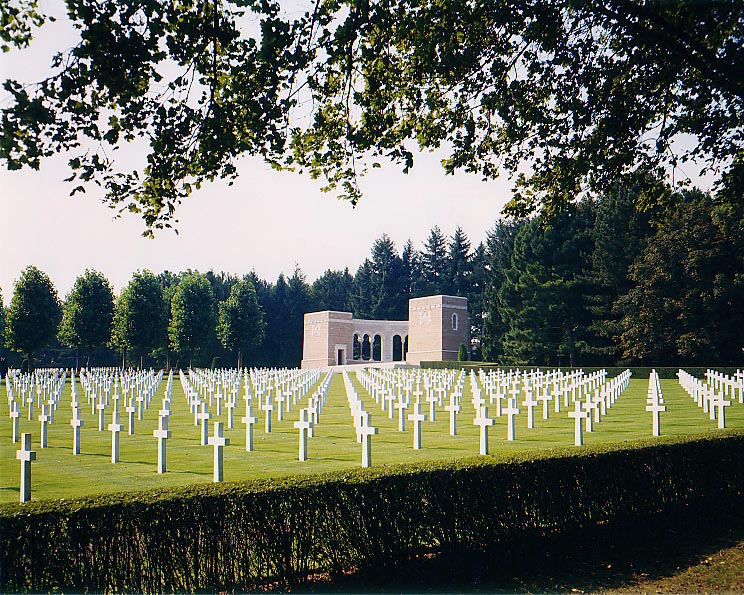
Cimetière américain de Seringes-et-Nesles où sont enterrés 6 012 soldats américains.
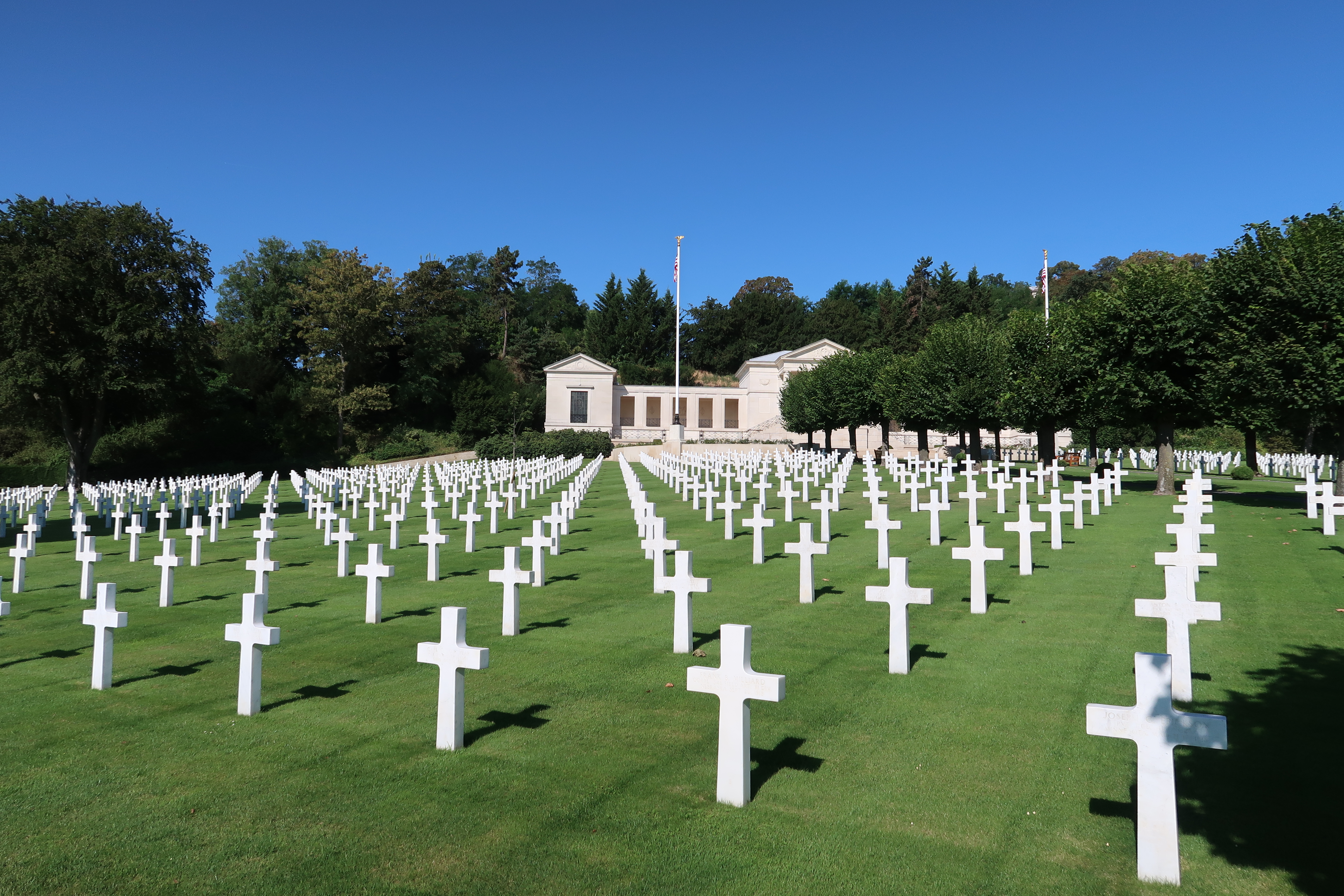
Entrée du cimetière américain de Suresnes où 1 541 soldats morts durant la guerre furent enterrés. L'inauguration du cimetière eut lieu le 30 mai 1919 en présence du président Woodrow Wilson, du général Pershing et du maréchal Foch.

Sur le territoire français, on compte six nécropoles qui recueillent les corps de 30 066 Américains dont 1 586 inconnus tombés dans les combats de la fin de la Première Guerre mondiale :
- Meuse-Argonne American Cemetery, sis à Romagne-sous-Montfaucon (Meuse) ;
- Saint-Mihiel American Cemetery, sis à Thiaucourt-Regniéville (Meurthe-et-Moselle)[67] ;
- Suresnes American Cemetery, sis à Suresnes (Hauts-de-Seine)[68] ;
- Aisne-Marne American Cemetary, sis à Belleau (Aisne)[69] ;
- Oise-Aisne American Cemetery, sis à Fère-en-Tardenois (Aisne) ;
- Somme American Cemetery, sis à Bony (Aisne).

Pour tous les cimetières et monuments américains, la jouissance gratuite du terrain, sans impôt ou taxe, en tant que nécropoles permanentes est concédé à perpétuité par le gouvernement français, qui exprime ainsi sa reconnaissance aux États-Unis.